# Reichsparteitagsgelände

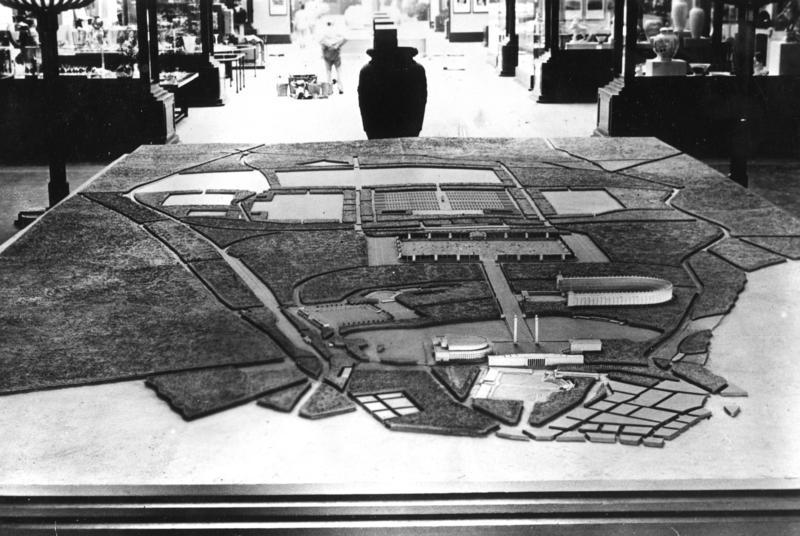
Modell des Reichsparteitagsgeländes bei der Weltfachausstellung Paris 1937

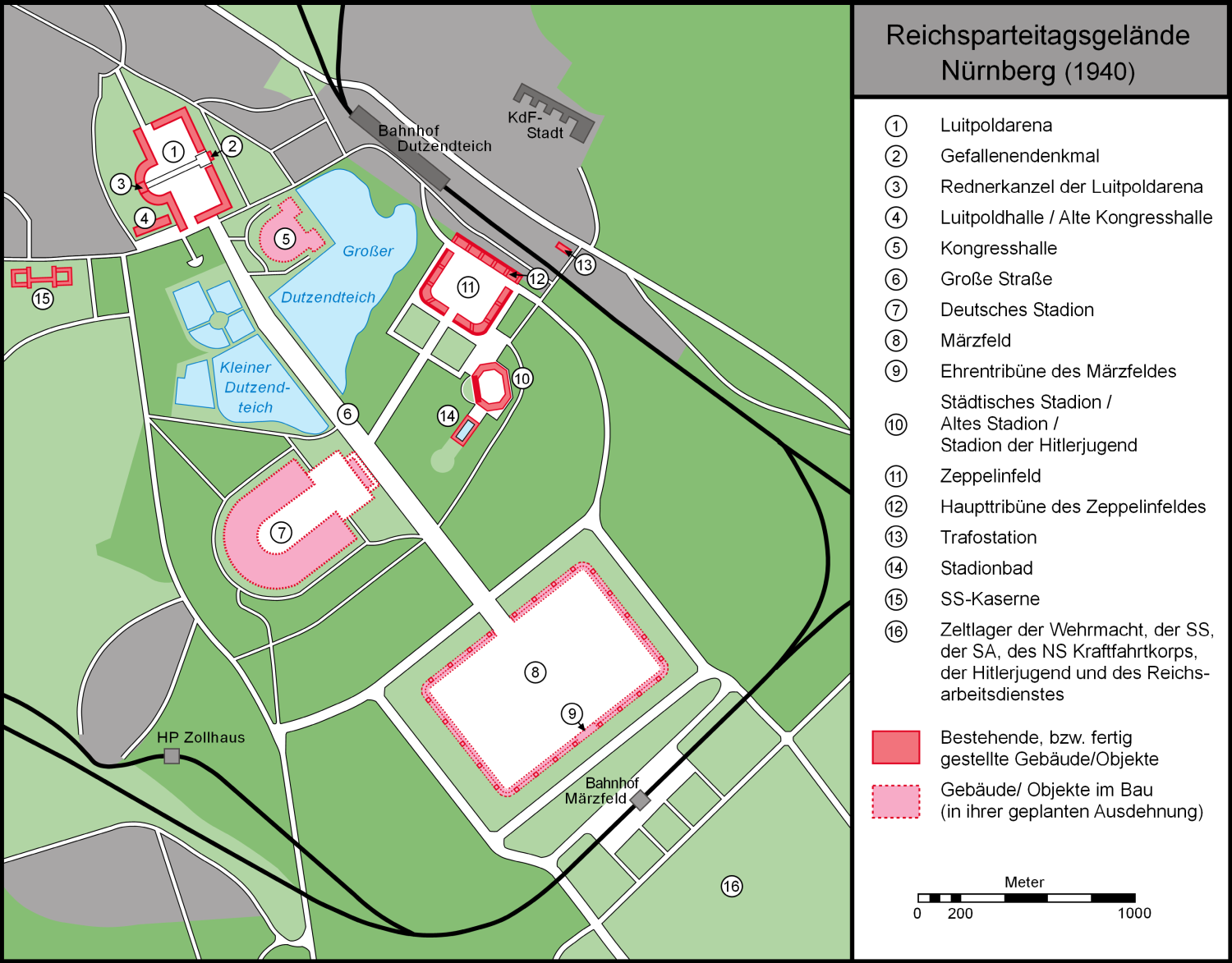
Kartenausschnitt des Reichsparteitagsgeländes um 1940

Reichsparteitagsgelände wurde das Areal im Südosten Nürnbergs genannt, auf dem von 1933 bis 1938 die Reichsparteitage der NSDAP stattfanden. Der Gesamtentwurf für die Gestaltung des Geländes stammte in der Grundkonzeption von Albert Speer und im Detail von Walter Brugmann, der auch die Umsetzung planerisch leitete. Es umfasst eine Gesamtfläche von über 16,5 km². Das Gelände erstreckte sich zwischen dem Bahnhof Dutzendteich, dem alten Tiergarten und im Südosten bis zum Moorenbrunnfeld.
Einige der Kolossalbauten wurden ganz oder teilweise fertiggestellt und sind noch heute vorhanden. Informationen vor Ort bietet seit 2001 das Dokumentationszentrum Reichsparteitagsgelände.

## Das Gelände vor 1933: Naherholungsgebiet
Im 19. Jahrhundert entwickelte sich im Südosten Nürnbergs rund um den großen und kleinen Dutzendteich ein Naherholungsgebiet für die Bewohner der rasch wachsenden Stadt. Seit 1876 gab es an der Nordseite des Dutzendteichs eine Badeanstalt. Bis zur Jahrhundertwende wurde an den Teichen eine Strandpromenade eingerichtet. Anstelle eines früheren Gasthauses ließ ein Hotelier 1899 ein Restaurant errichten, das direkt am Ufer liegende Park-Café Wanner, das im Zweiten Weltkrieg zerstört wurde.
In dem Bereich zwischen Dutzendteich und dem heutigen Platz der Opfer des Faschismus fand 1906 die Bayerische Jubiläums-, Landes-, Industrie-, Gewerbe- und Kunstausstellung statt. Der nördliche Teil des Ausstellungsgeländes wurde zu Ehren des damaligen Prinzregenten Luitpold Luitpoldhain genannt.
Die Geschäftsstelle der Ausstellung von 1906 beantragte laut dem im Stadtarchiv Nürnberg vorhandenen Bauakt am 14. Januar 1905 beim Stadtmagistrat den Bau des Leuchtturms am Dutzendteich. Er war Ausstellungsbeitrag der Firma Josef Houzer, Spezialgeschäft für Schornsteinbau und Feuerungsanlagen. Das Ensemble wurde zum 22. Juni 1906 fertiggestellt. Während der Ausstellung diente der Turm mit seiner Höhe von 15 Metern tagsüber als Aussichtsplattform, nachts beleuchteten dort angebrachte Scheinwerfer das Gelände. Am 30. Dezember 1907 wurde der Leuchtturm zur weiteren Nutzung an die Stadt Nürnberg verkauft, die einen Aufzug einbauen ließ.
Die für die Ausstellung errichteten Gebäude wurden bis auf den Leuchtturm und die Maschinenhalle wieder abgetragen. Die Maschinenhalle erhielt nach einigen Umbauten zu einer Veranstaltungshalle den Namen Luitpoldhalle. Nach einem Zeitungsartikel in der Stadtchronik plante die Stadtverwaltung 1925, den Leuchtturm abzubrechen. Diese Pläne wurden jedoch nicht weiter verfolgt, bis das Gelände nach der Machtübernahme durch die NSDAP für die Errichtung der Kongresshalle als Teil des Reichsparteitagsgeländes ausersehen wurde. Der Leuchtturm stand im Weg und wurde am 29. Oktober 1936 im Zuge von Bodenverdichtungsarbeiten durch die 1. Kompanie des Pionierbataillons 45 Neu-Ulm gesprengt. Heute steht dort der Torso der Kongresshalle.
In dem Bereich zwischen Luitpoldhain und Dutzendteich wurde 1912 der Tiergarten Nürnberg eröffnet, 1939 wurde er in den Schmausenbuck verlegt, da er den Ausbauplänen für das Parteitagsgelände im Weg stand.

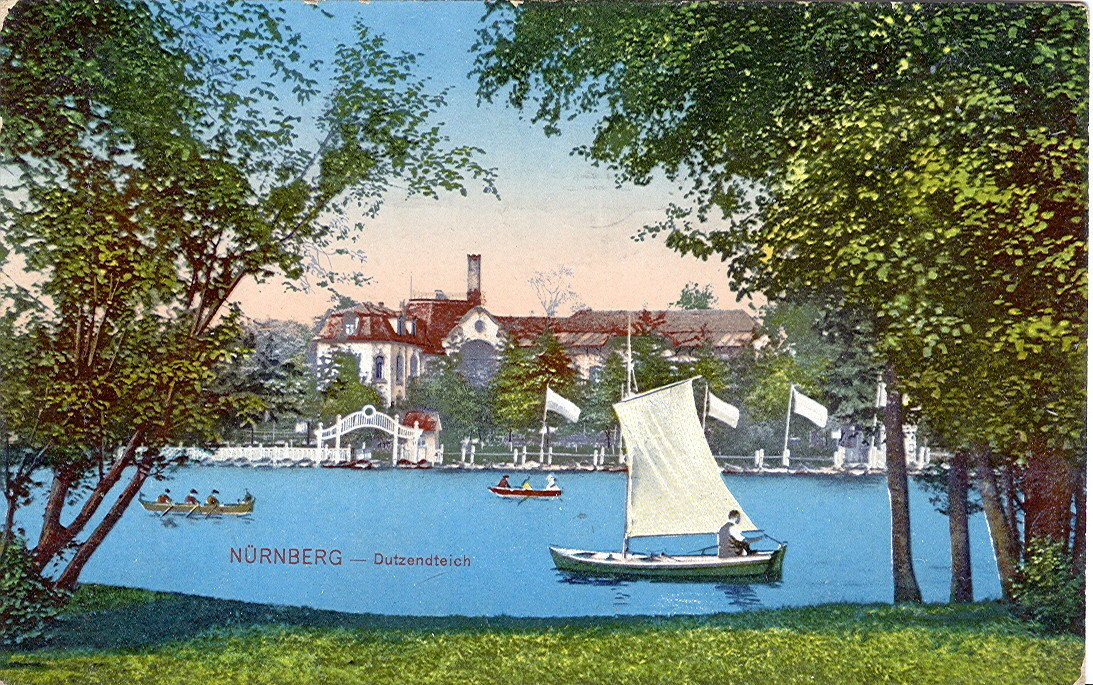
Der Dutzendteich mit dem Park-Café Wanner, Postkarte um 1915
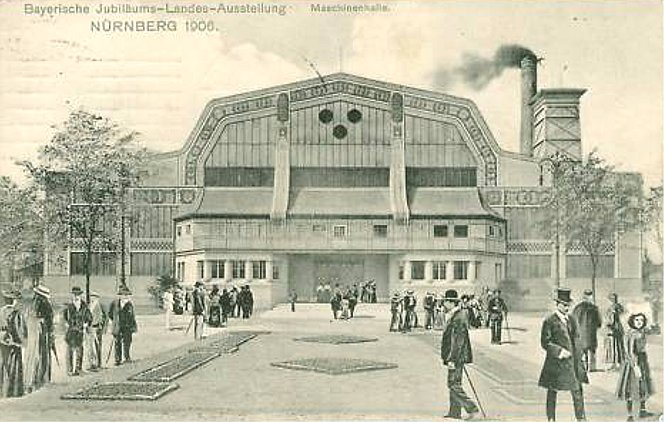
Die spätere Luitpoldhalle als Maschinenhalle der Landesausstellung, Postkarte von 1906
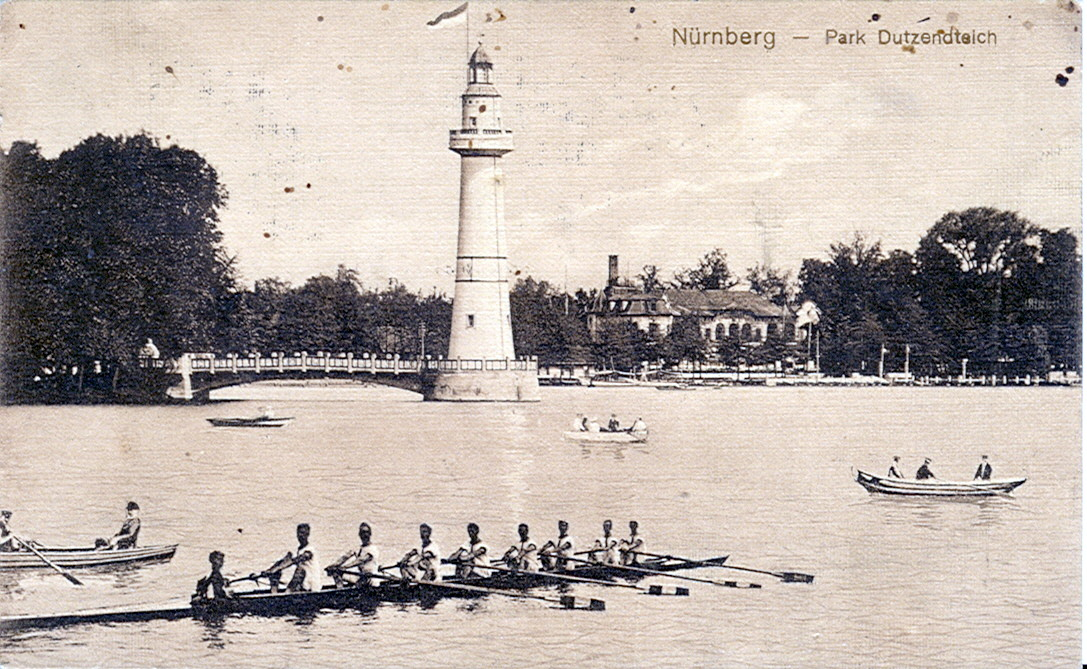
Der 1936 gesprengte Leuchtturm am Dutzendteich, Postkarte ca. 1914
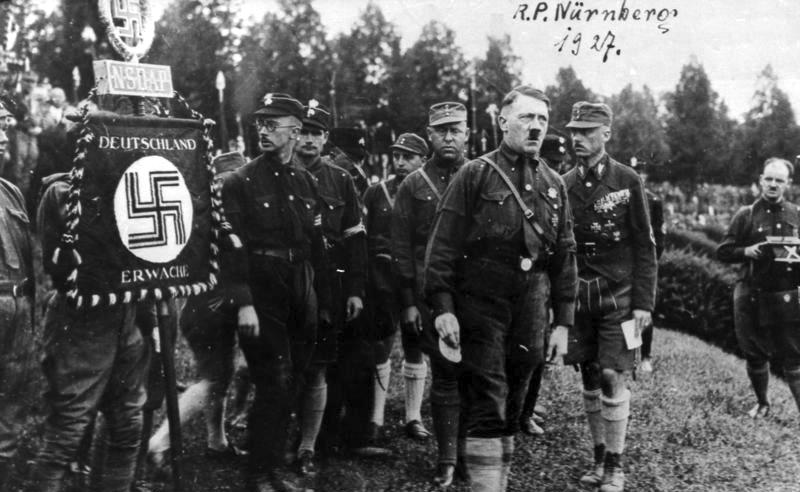
Reichsparteitag der NSDAP, 1927
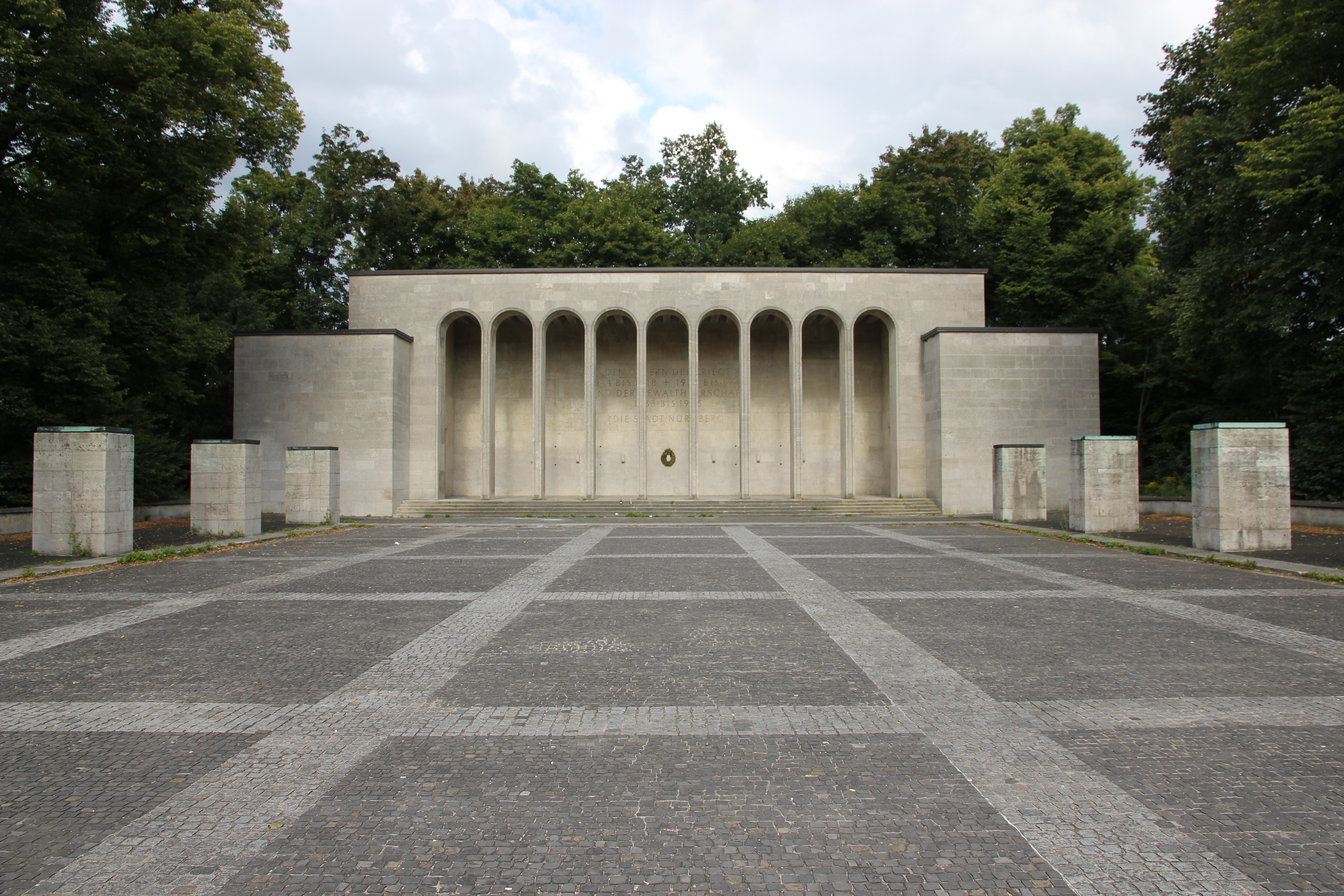
Die Ehrenhalle im Luitpoldhain, 2010

Im Gebiet jenseits des Dutzendteichs entstand ab 1923 auf Anregung des Nürnberger Oberbürgermeisters Hermann Luppe ein Sport- und Erholungsgelände mit dem im Bauhausstil gehaltenen achteckigen Städtischen Stadion (Architekt: Otto Ernst Schweizer). Dieses bot Platz für 37.000 Zuschauer, einschließlich einer überdachten Tribüne für 2.500 Zuschauer. Teil des Geländes war auch eine Wiese, auf der am 28. August 1909 Ferdinand Graf von Zeppelin mit dem Zeppelin LZ 6 (vielfach falsch als „Z III“ bezeichnet) landete und die seither Zeppelinfeld heißt. Als Arbeitsbeschaffungsmaßnahme entstand ein städtisches Sport- und Erholungsgelände nach Konzepten des Stadtgartendirektors Alfred Hensel. Auf dem eigentlichen Feld entstand die „Turnwiese“, ein dreiseitig von Tribünenwällen umschlossenes Sportfeld. Der Gesamtentwurf des Sportparks erhielt internationale Anerkennung, unter anderem eine goldene Medaille für die Planung bei den Olympischen Spielen 1928. Dadurch ermutigt, bewarb sich Nürnberg um die Ausrichtung der Olympischen Spiele 1936. Die Bewerbung wurde jedoch zugunsten Berlins fallengelassen.
Aufgrund der zahlreichen Einrichtungen und der günstigen Verkehrsanbindung wurde das Gelände zum beliebten Ort für überregionale Großveranstaltungen, darunter auch die NSDAP-Parteitage von 1927 und 1929. Zwischen 1928 und 1930 errichtete man auf der östlichen Seite des Hains ein Gefallenendenkmal, die sogenannte Ehrenhalle, zum Gedenken an die Toten des Ersten Weltkriegs (Architekt: Fritz Mayer).

## Das Gelände zwischen 1933 und 1945: Die Bauwerke

### Luitpoldarena

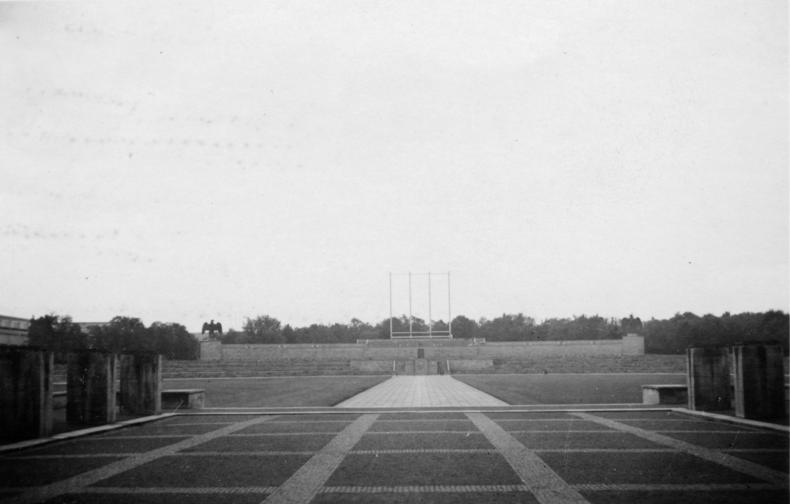
Die Luitpoldarena 1942

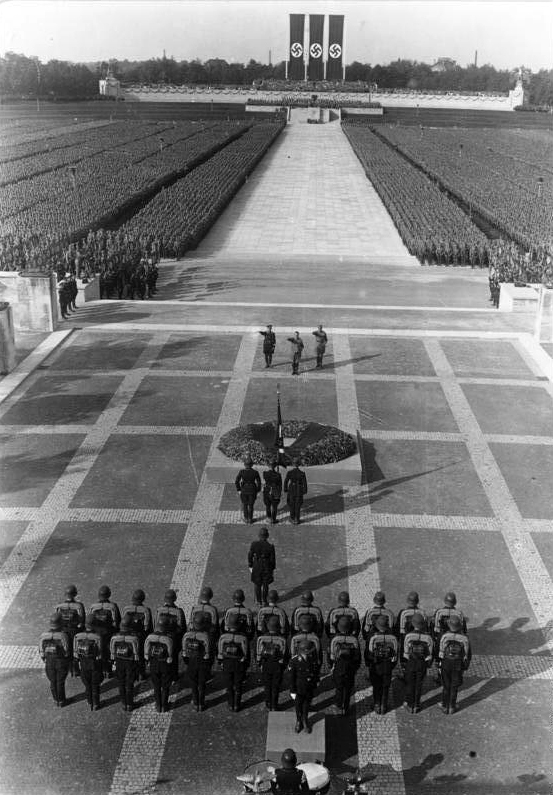
Gedenkveranstaltung für die 16 „Blutzeugen der Bewegung“ während des Hitlerputsches, 1934 auf dem Luitpoldhain

Die Parkanlage des Luitpoldhains wurde ab 1933 durch eine streng gegliederte Aufmarschfläche ersetzt, die Luitpoldarena mit einer Fläche von 84.000 m². Gegenüber der Ehrenhalle errichtete man eine Rednertribüne. An der Ehrenhalle selbst wurde der Gefallenen des Hitlerputsches von 1923 gedacht. Die direkte Verbindung zwischen Tribüne und Halle bestand aus einem breiten Granitweg.
In diesem Ensemble fanden während der Reichsparteitage die Aufmärsche von SA und SS mit bis zu 150.000 Menschen statt. Zentrale „Reliquie“ war die Blutfahne, die angeblich beim Hitlerputsch von den Putschisten mitgeführt worden war. Bei der Blutfahnenweihe wurden neue Standarten von SA- und SS-Einheiten durch Berührung mit der Blutfahne „geweiht“.

### Luitpoldhalle
Die Luitpoldhalle hatte eine Ausdehnung von 180 × 50 Metern und bot Platz für bis zu 16.000 Menschen. In ihr fand im Rahmen der Reichsparteitage der Parteikongress statt. Da die verspielte Jugendstilfassade der 1906 errichteten Halle nicht zum Erscheinungsbild der Luitpoldarena passte, verblendete man sie 1935 mit einer strengen Kulisse, die dem Eingang einen monumentalen Eindruck verlieh. Auch im Innenraum wurde durch Fahnen und Vorhänge die Aufmerksamkeit der Zuhörer von der Architektur weg auf die Redner, namentlich Adolf Hitler und weitere Parteigrößen, gelenkt.
Für den Reichsparteitag 1935 wurde von Hitler für die Eröffnungszeremonie kurzfristig eine Orgel bei Oscar Walcker geordert. Innerhalb von wenigen Tagen wurde die Orgel, die gerade im Werk in Ludwigsburg für die Martin-Luther-Gedächtniskirche in Berlin-Mariendorf fertiggestellt worden war, an der Stirnseite der Halle hinter einem riesigen roten Hakenkreuzvorhang aufgestellt. Sie wurde zur Eröffnungszeremonie und unter anderem am 15. September 1935 gespielt – bevor Göring die Nürnberger Rassengesetze hier verlas – mit dem Kirchenlied Wir treten zum Beten. Nach dem Reichsparteitag wurde sie nach Berlin-Mariendorf transferiert, an den Ort für den sie konzipiert worden war.
Für den Reichsparteitag 1936 wurde von der Firma Walcker eine neue Orgel mit fünf Manualen und 220 Registern aufgebaut, die kurzzeitig die größte Europas war.
Sie soll nach Bombentreffern der Royal Air Force verbrannt sein, desgleichen die hier eingelagerten enormen Lebensmittelreserven für die NS-Oberen und die gemeinsam mit diesen untergestellten Möbel. Die beschädigte Halle wurde 1950 gesprengt und abgetragen. Das Areal wird heute als Parkplatz genutzt.

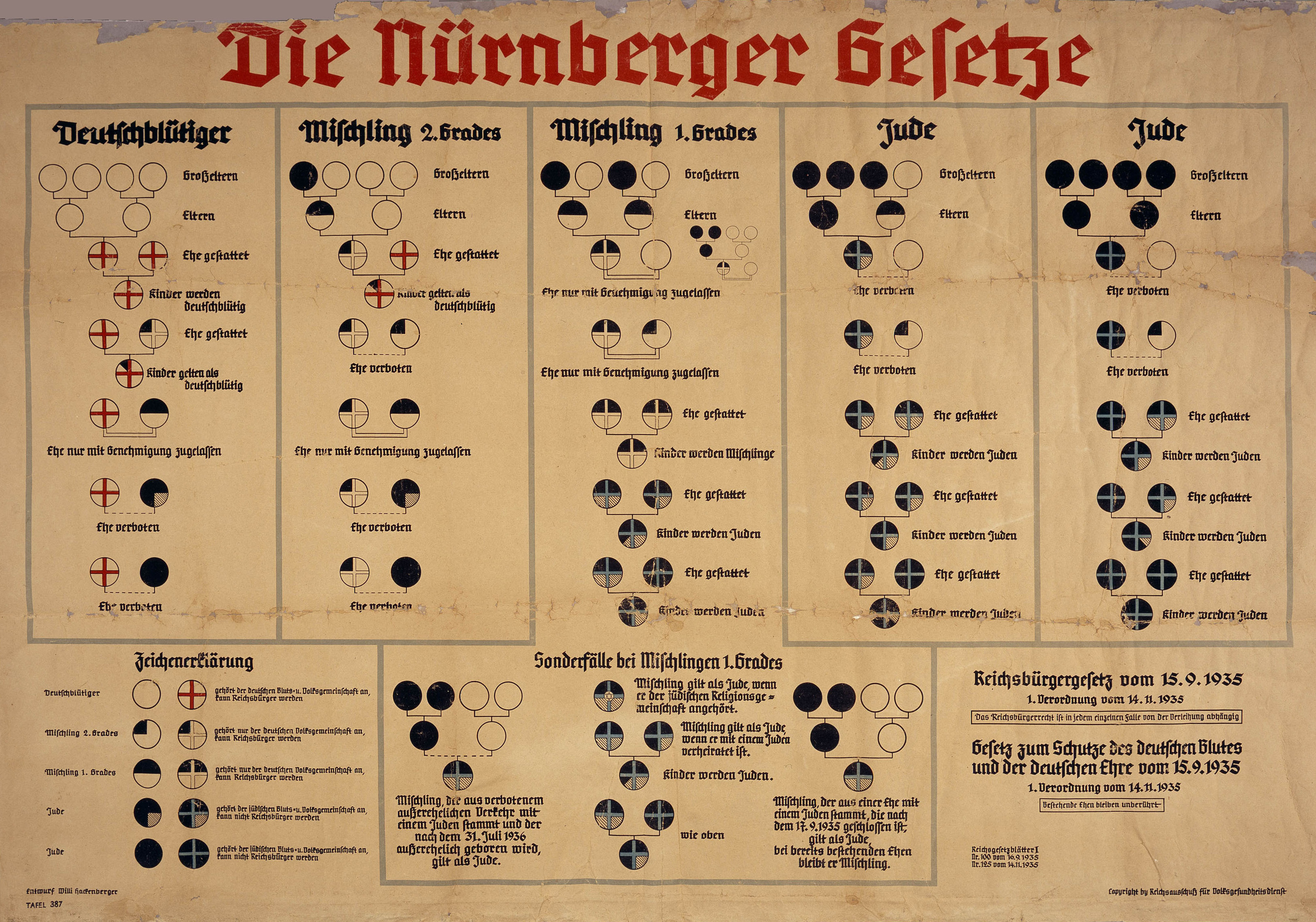
Bildtafel zum „Blutschutzgesetz“ (1935)
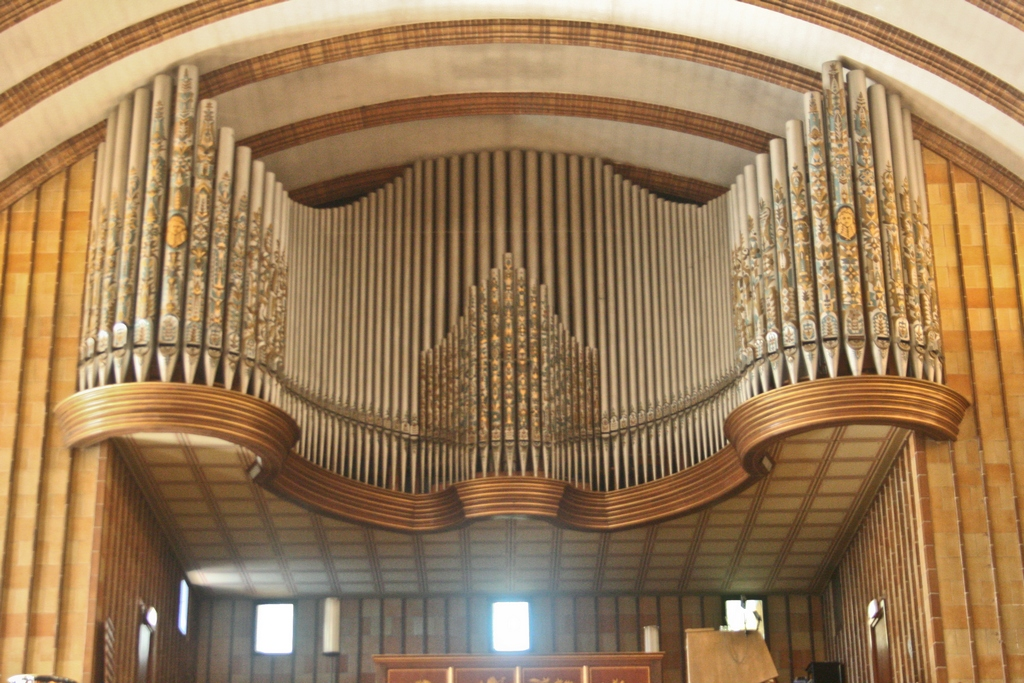
Die erste Walcker-Orgel an ihrem heutigen Standort
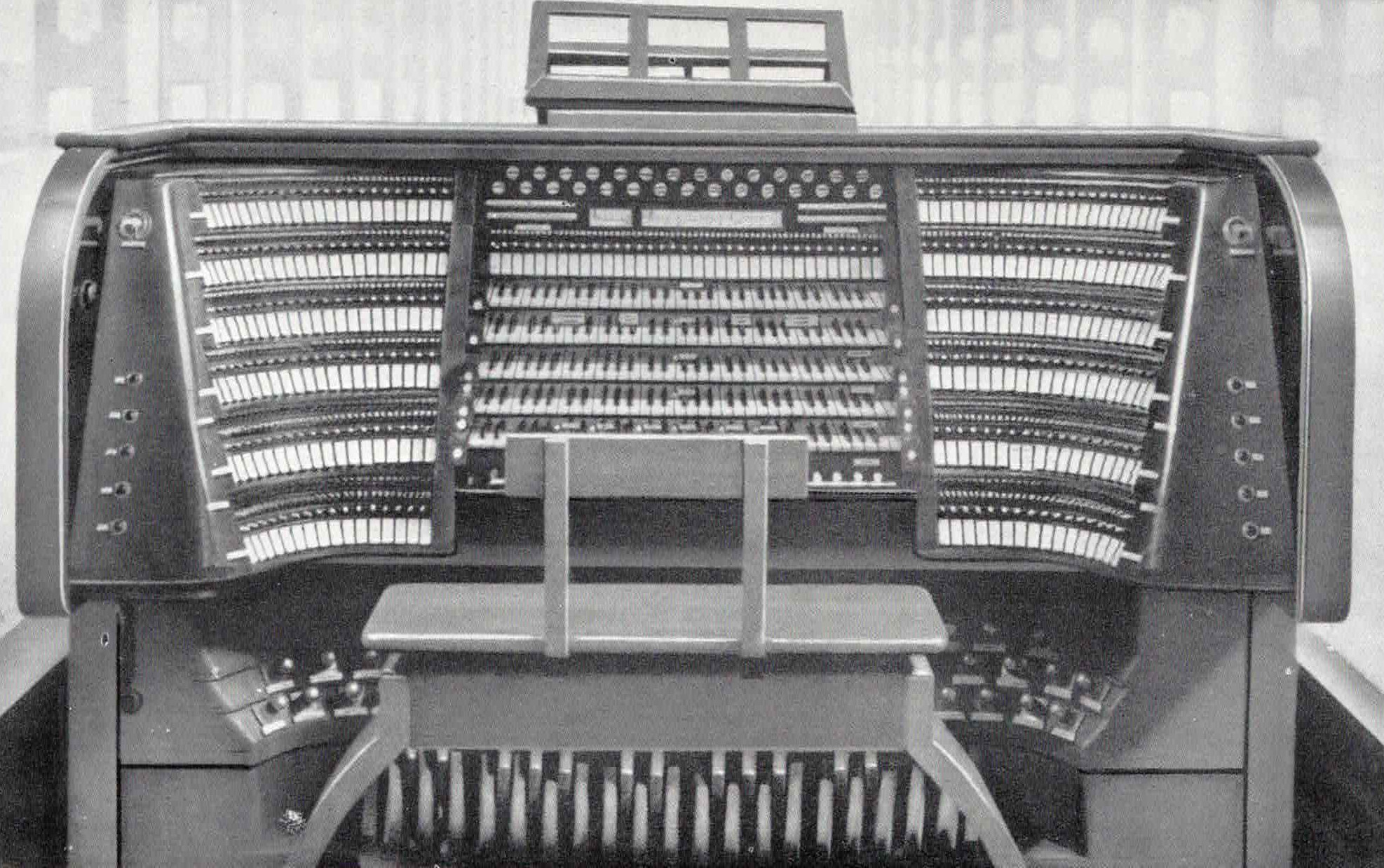
Spieltisch der Orgel von 1936

### Kongresshalle

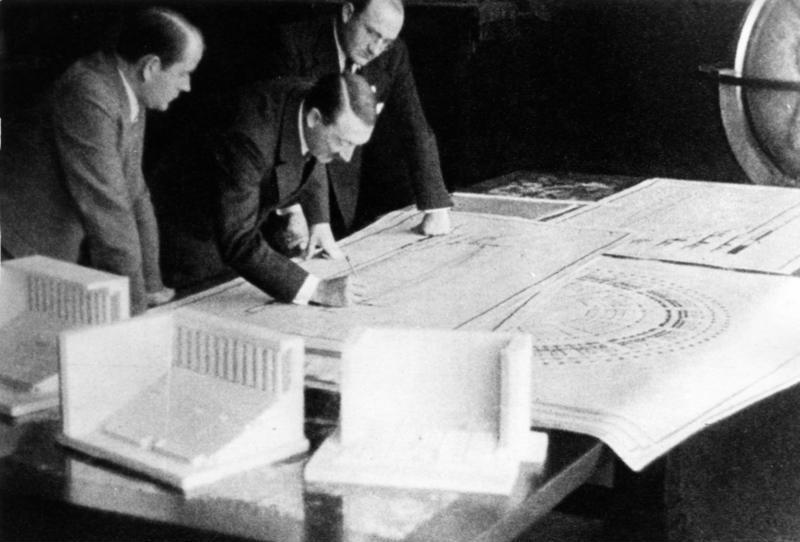
Adolf Hitler mit den Architekten Albert Speer (links) und Franz Ruff (rechts) vor Zeichnungen und Modellen der Kongresshalle, um 1934/35

Die Kongresshalle ist – nach Prora und dem Flughafen Berlin-Tempelhof – der drittgrößte erhaltene nationalsozialistische Monumentalbau in Deutschland und steht unter Denkmalschutz. Der Entwurf mit einem freitragenden Dach stammt von den Nürnberger Architekten Ludwig und Franz Ruff. Die Halle war als Kongresszentrum für die NSDAP mit Platz für 50.000 Menschen geplant. Von der vorgesehenen Höhe von rund 70 Metern wurden nur 39 erreicht.

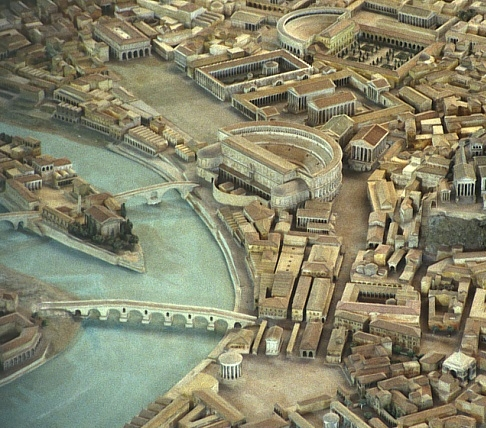
Modell des Marcellustheaters im Museo della Civiltà Romana, Rom

Der größte Teil des Baus ist aus Ziegelsteinen gemauert; die Fassade wurde mit großen Granitplatten „aus allen Gauen des Reiches“ verkleidet. Das U-förmige Gebäude schließt an der Nordostseite zum großen Dutzendteich hin mit zwei Kopfbauten ab. Die Grundsteinlegung erfolgte 1935, der Bau blieb jedoch unvollendet, insbesondere kam es nicht mehr zur Überdachung. Die Maße des Torsos: U-Form außen 240 × 200 m, innen 175 × 155 m, östliche Kopfbauten 280 × 52…70 m.
Ludwig und Franz Ruff bezogen sich mit ihrer U-Form sehr deutlich auf das antike Marcellustheater in Rom, das um die Jahre von Christi Geburt im Auftrag von Kaiser Augustus errichtet worden war. Sogar die beiden seitlichen Kopfbauten werden zitiert. Das Marcellustheater war Vorbild des Kolosseums, das ebenfalls von Ludwig und Franz Ruff in der Fassadengestaltung deutlich zitiert wird. 2003 installierte das Hochbauamt der Stadt Nürnberg auf dem Dach der Kongresshalle eine Photovoltaikanlage mit 295 kWp, diese erzeugt rund 300.000 kWh Ökostrom pro Jahr.
Zu kontroversen Diskussionen führte der am 15. Dezember 2021 im Nürnberger Stadtrat zur Entscheidung anstehende Plan, die Kongresshalle als Ausweichquartier für das sanierungsbedürftige Opernhaus Nürnberg
zu verwenden.

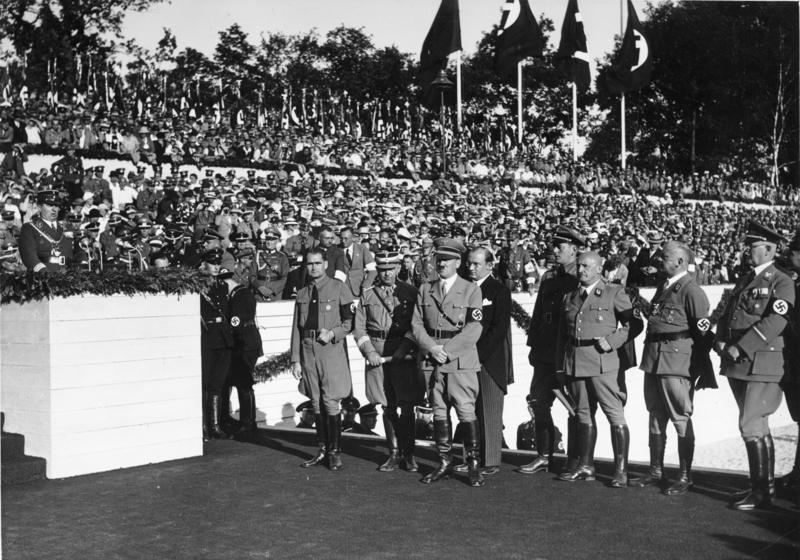
Grundsteinlegung beim Reichsparteitag 1935
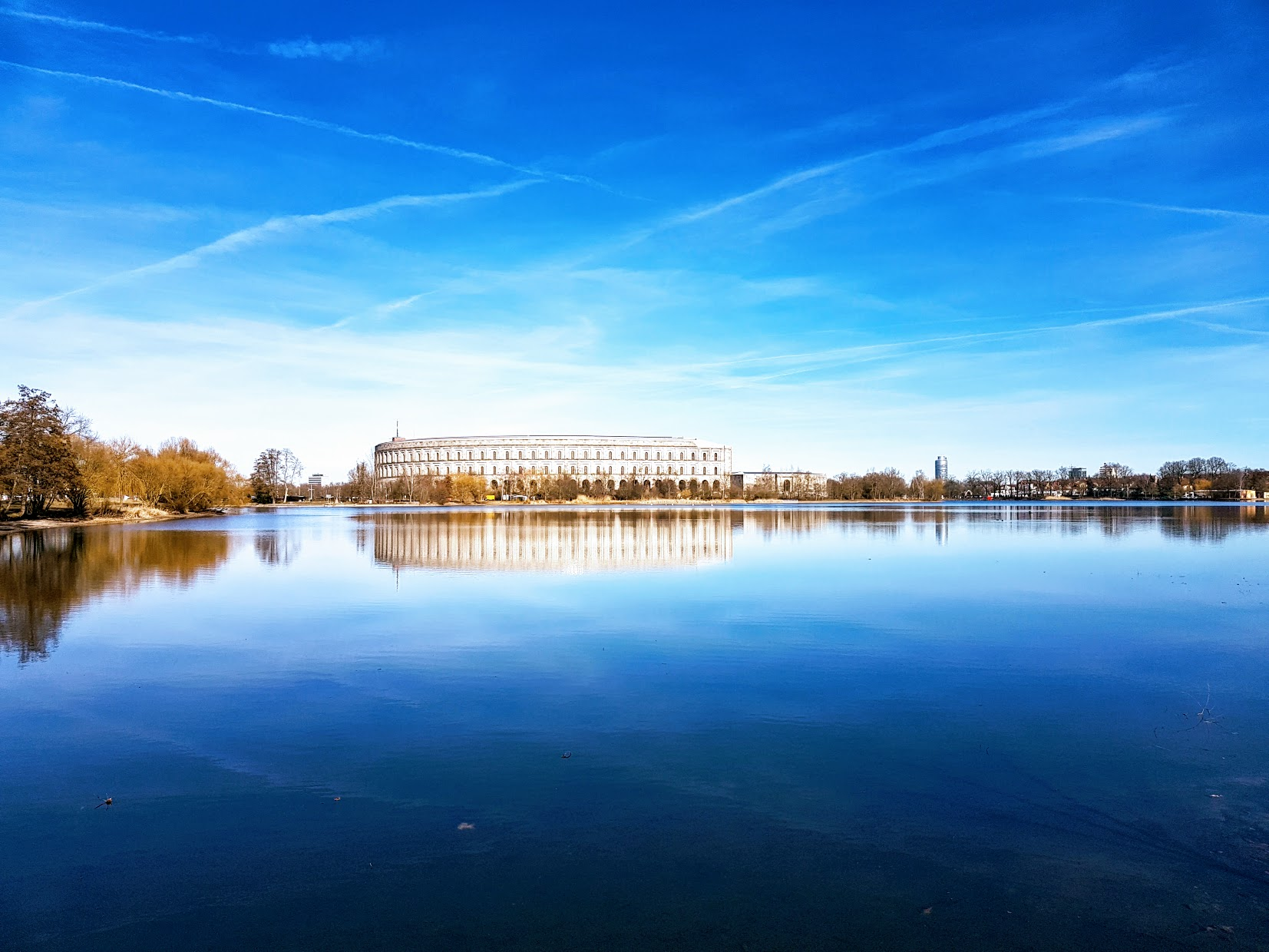
Südostansicht, im Vordergrund der große Dutzendteich, 2017
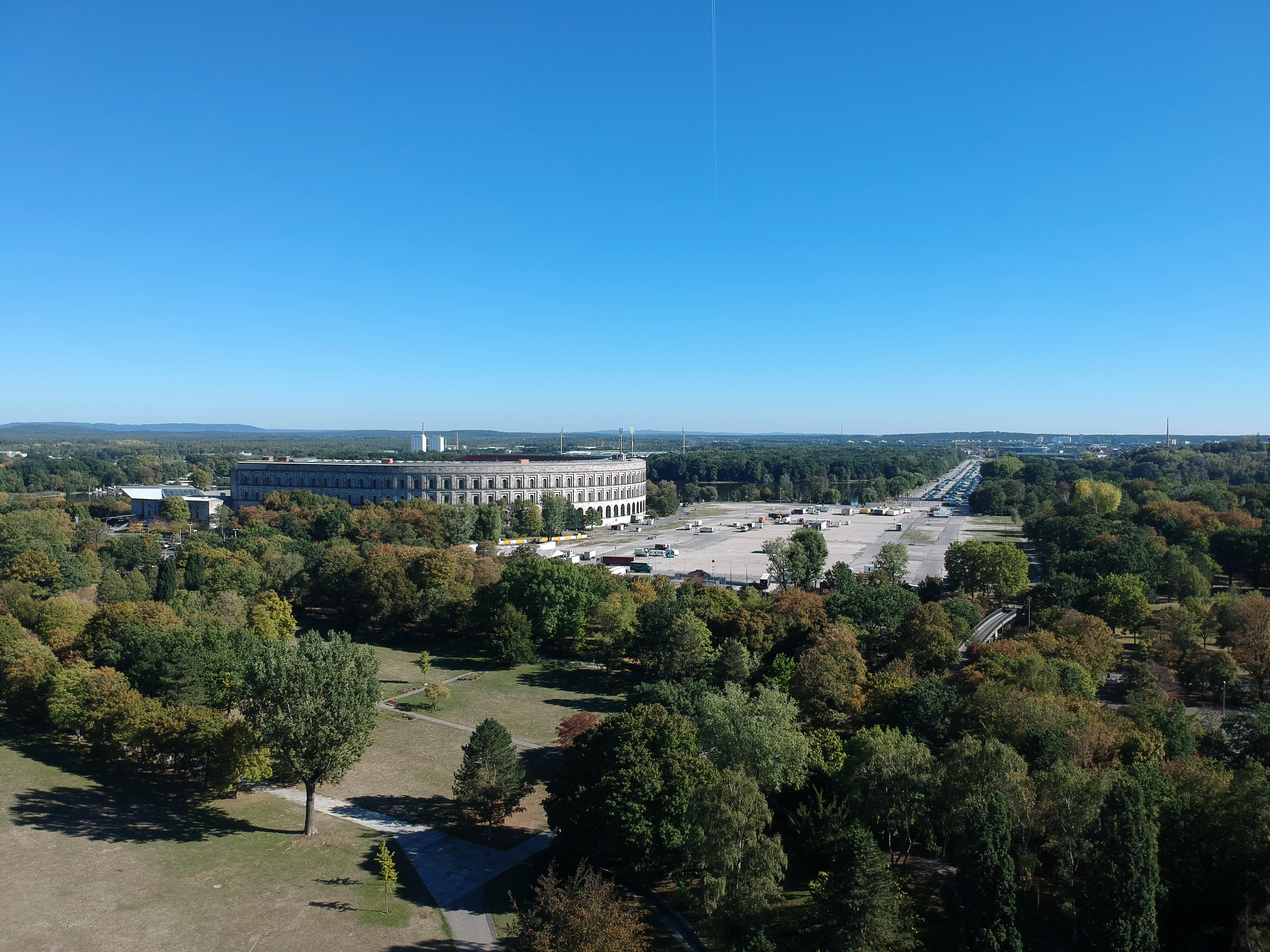
Blick vom Luitpoldhain auf die Kongresshalle, Luftbild (2018)
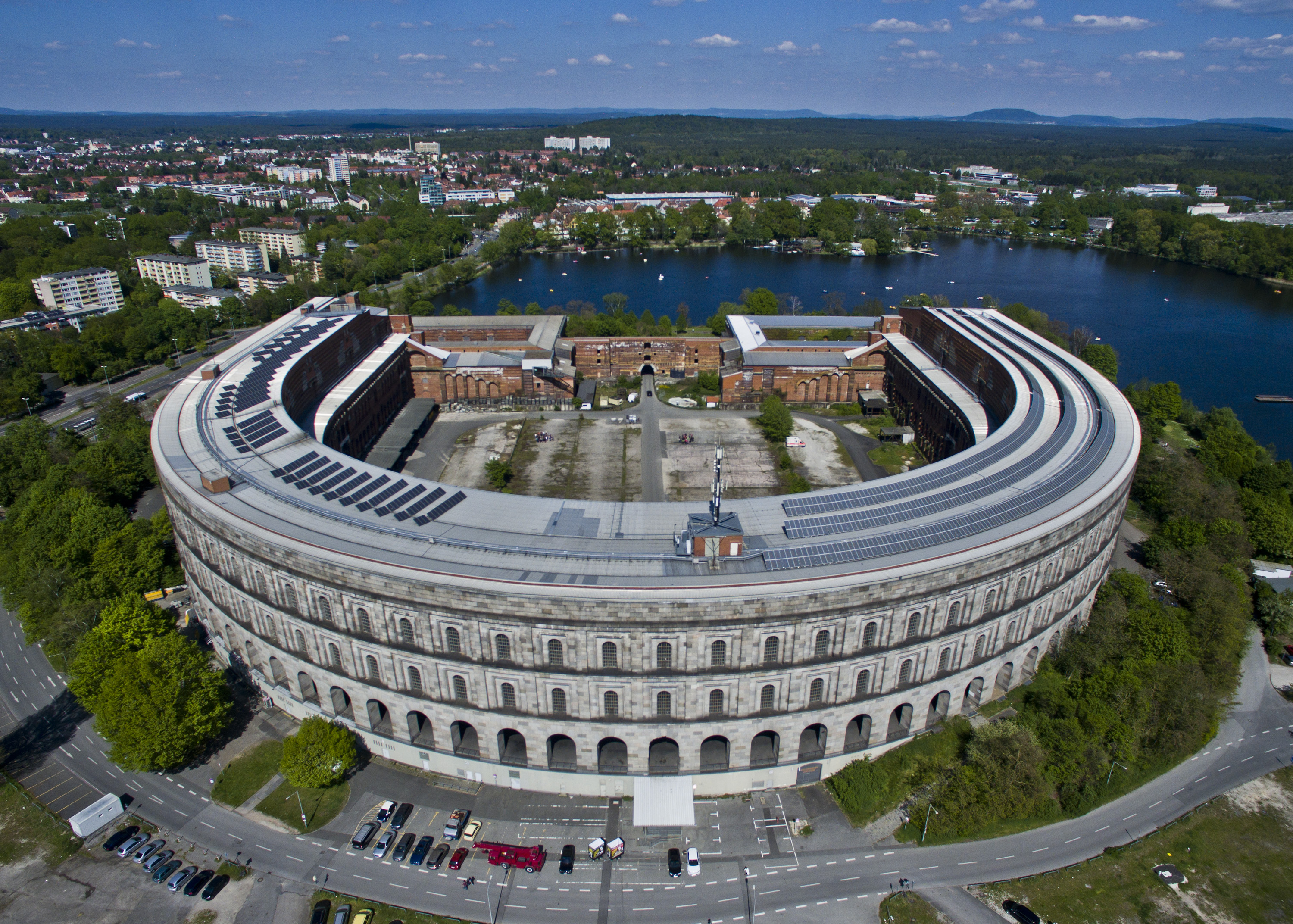
Vogelperspektive von Südwesten, 2016
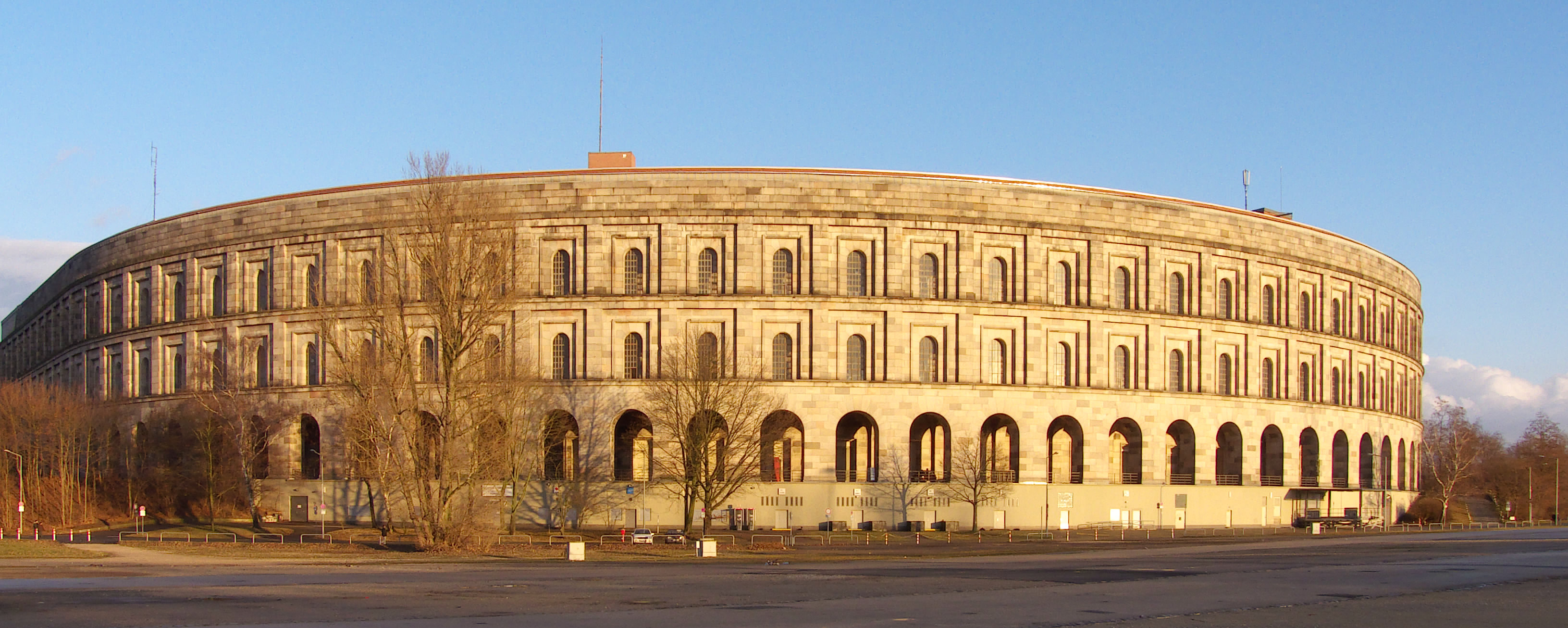
Westansicht, 2008
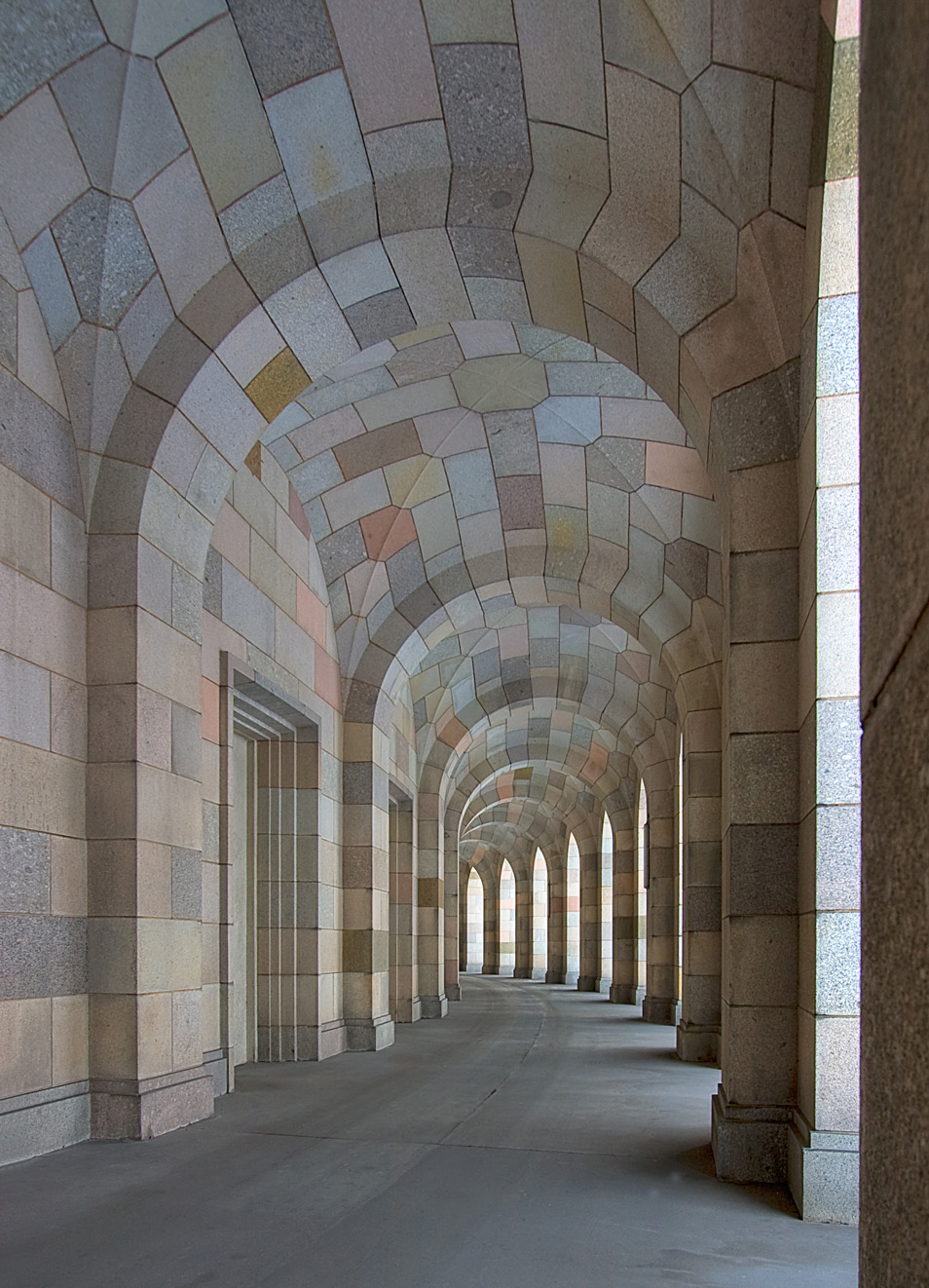
Arkadengang, 2010
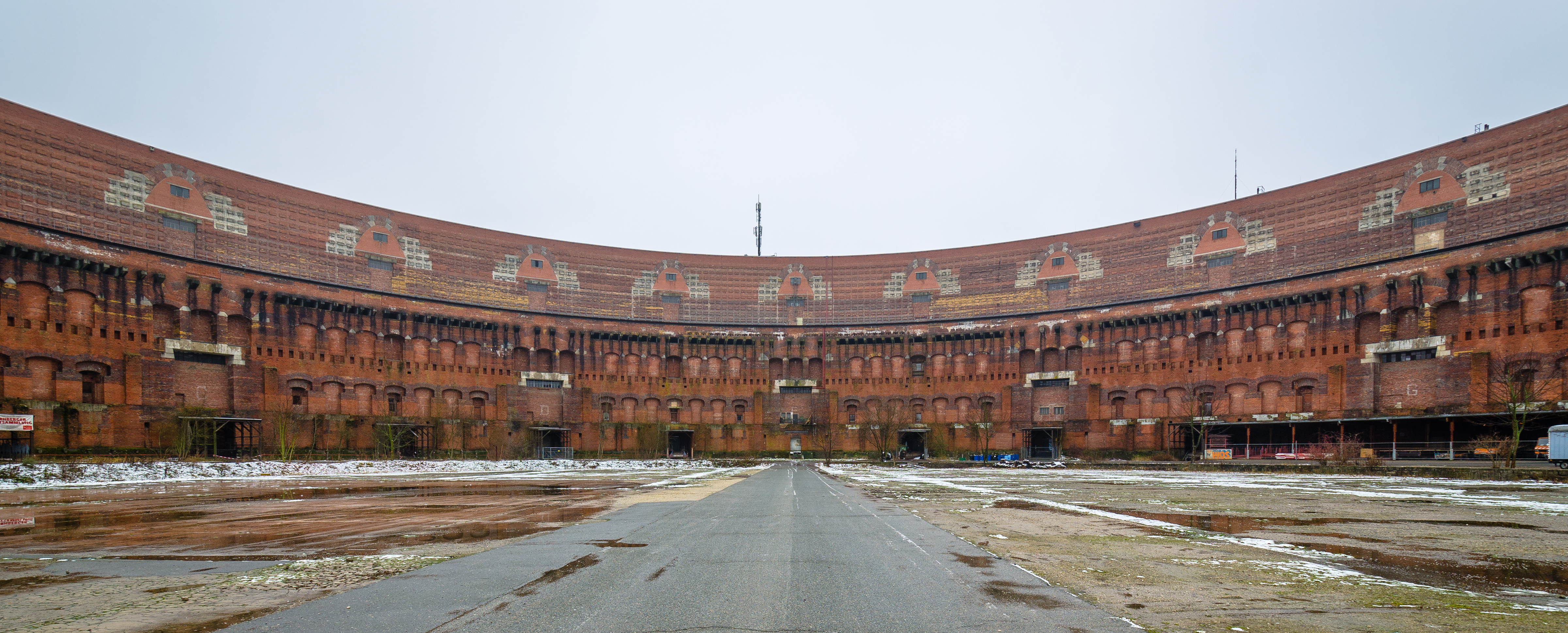
Innenhof, 2012
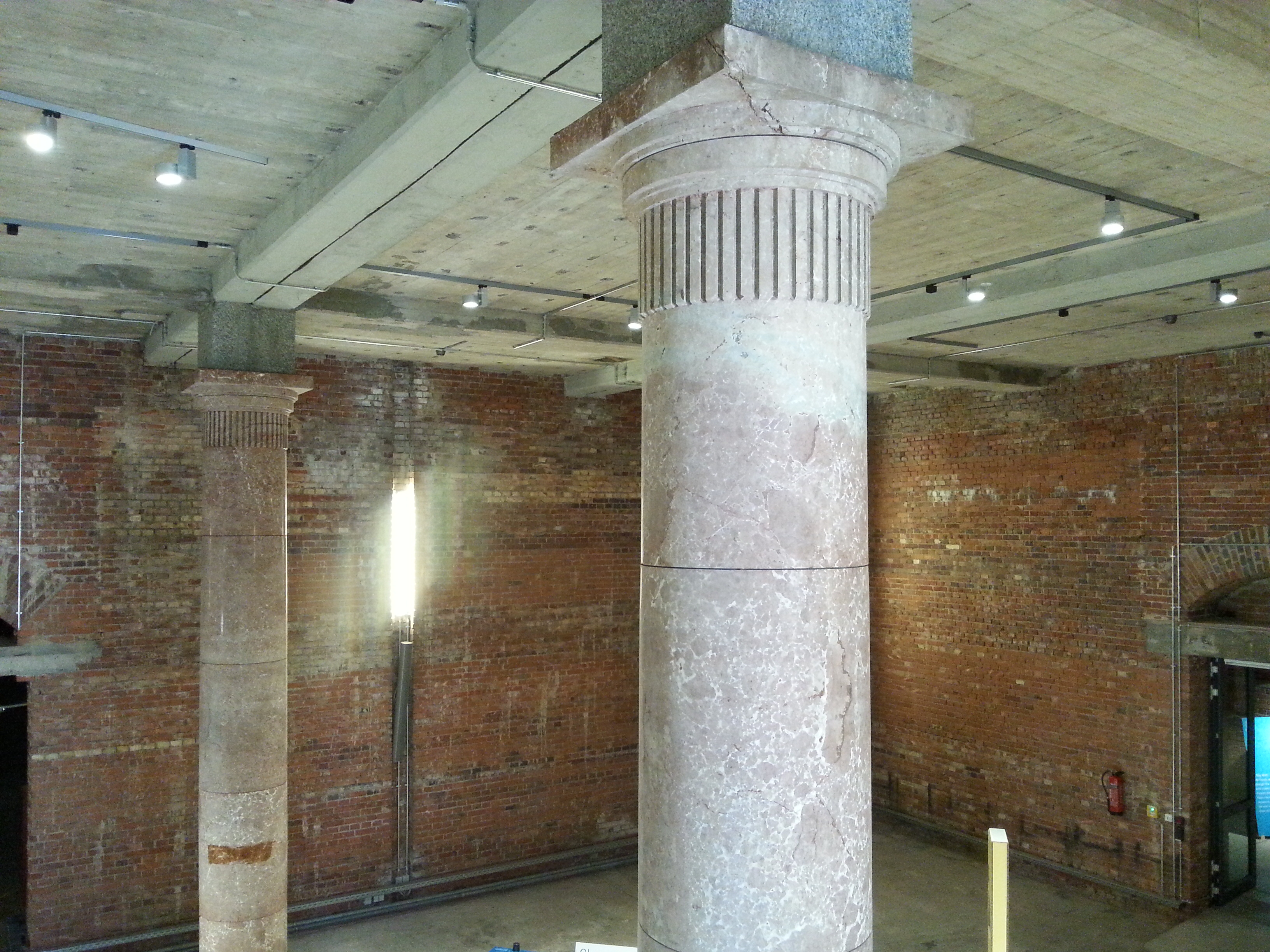
Blick in die Große Säulenhalle, 2019
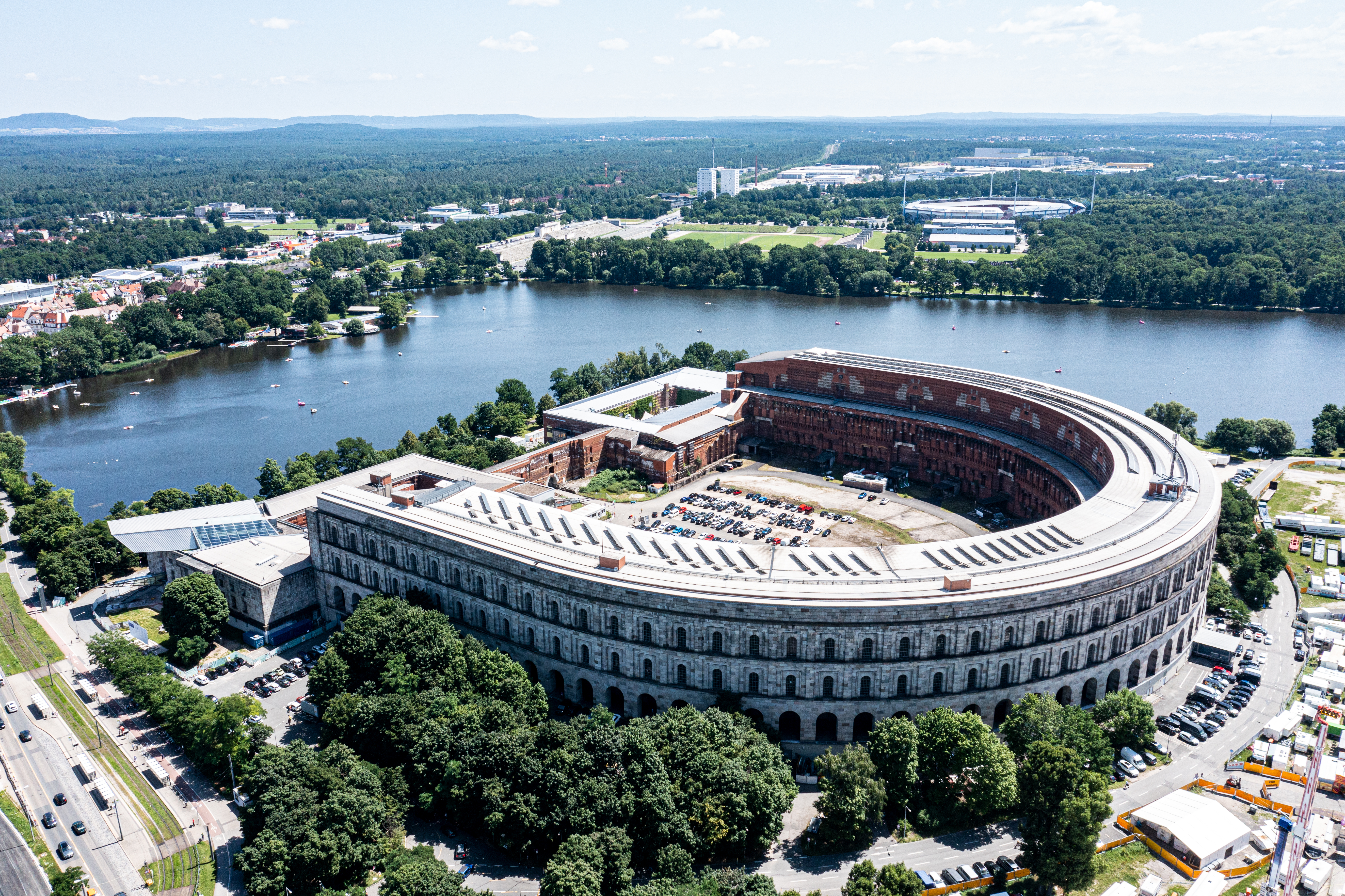
Blick über die Kongresshalle, 2021

### Haus der Kultur
Gegenüber der Kongresshalle wurde das Haus der Kultur geplant, der Bau wurde aber nicht mehr begonnen.

### Große Straße

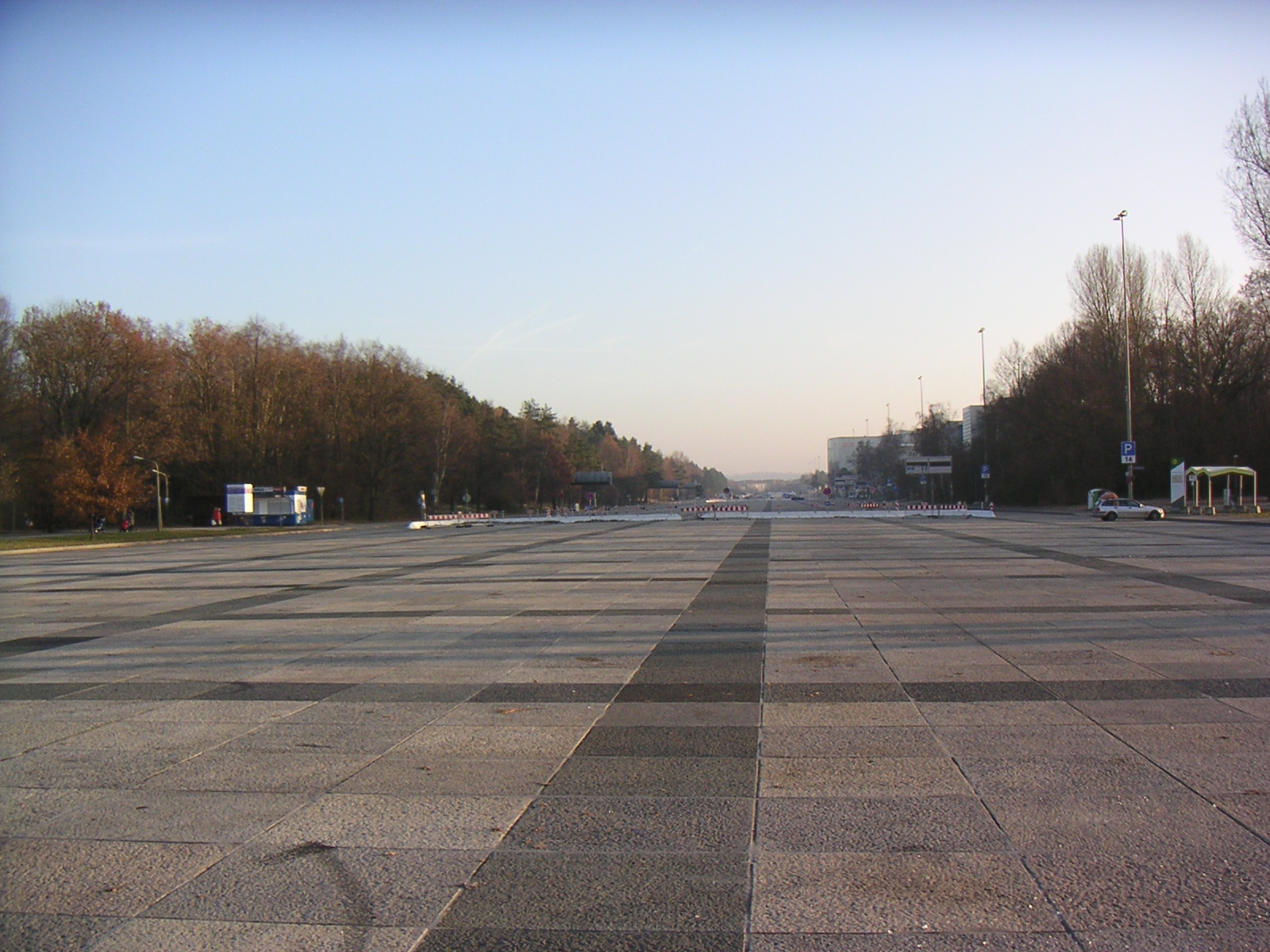
Die Große Straße, 2004

Der Bau der Großen Straße als Aufmarschstraße und zentraler Achse des Geländes wurde 1939 beendet. Sie ist in nordwestlicher Richtung auf die mittelalterliche Kaiserburg ausgerichtet. Dadurch sollte eine historische Verbindung zum Heiligen Römischen Reich und zu den Reichstagen in Nürnberg hergestellt werden.
Sie konnte jedoch nie für Parteitage benutzt werden, da nach Kriegsbeginn keine solchen Veranstaltungen mehr stattfanden.
Die eigentliche Straße ist zwei Kilometer lang (1,5 km wurden fertiggestellt) und 40 Meter breit. Südlich der Dutzendteiche wird sie von Tribünenstufen flankiert, wodurch die Breite in diesem Bereich ca. 60 Meter beträgt. Auf einer Betonunterlage verlegte man Granitplatten in zwei verschiedenen Farben. Die Straße war mit den Farben Hell- und Dunkelgrau strukturiert, damit die dort marschierenden Gruppen leichter die Ausrichtung einhalten konnten. Die hellgrauen, quadratischen Platten haben eine Kantenlänge von 1,2 m, was der Länge von zwei preußischen Stechschritten entsprach. Auch dadurch sollte das Einhalten der Formation bei Paraden erleichtert werden. Bis 1964 diente sie als Startbahn für die U.S. Army, die dort DHC-2 „Beaver“-Flächenflugzeuge und Sikorsky S-58-Hubschrauber betrieb.

### Deutsches Stadion
Um einen Austragungsort für die geplanten Nationalsozialistischen Kampfspiele zu schaffen, entwarf Albert Speer das Deutsche Stadion. Mit einer Grundfläche von 540×445 und einer Höhe von 82 Metern war es als „das größte Stadion der Welt“ (Albert Speer) geplant. Es sollte Platz für über 405.000 Zuschauer bieten. Zum Vergleich: das heute weltweit größte Stadion in Prag hat 250.000 Sitzplätze. Der hufeisenförmige, zur Großen Straße geöffnete Grundriss war von klassischen Vorbildern inspiriert, darunter das Stadion von Olympia und der Circus Maximus in Rom. Vor dem Stadion war ein Vorhof mit einer Größe von 360 × 180 Metern geplant, von dem aus eine 150 Meter breite Freitreppe zur Großen Straße hinabführen sollte.
Wie auch bei den anderen Monumentalbauten auf dem Parteitagsgelände sollte die Finanzierung keine Rolle spielen. Joseph Goebbels schrieb dazu in seinem Tagebuch „Das Modell zum Deutschen Stadion ist wunderbar. Vom Geld will der Führer nicht reden. Bauen, bauen! Es wird schon bezahlt. Friedrich der Große hat auch nicht nach dem Geld gefragt, als er Sanssouci baute.“ Um die Sichtverhältnisse und verschiedene Neigungswinkel der Zuschauerränge zu testen, errichtete man auf einem Abhang bei Hirschbach-Oberklausen, dem Hohen Berg (49° 34′ 3″ N, 11° 34′ 27″ O) in der Hersbrucker Alb (im Volksmund auch Stadionberg) ein Modell im Maßstab 1:1. In eineinhalb Jahren Bauzeit entstanden drei Tribünen in Holzbauweise mit einem Fassungsvermögen von 42.000 Sitzplätzen und ein Aufzugsbahnhof. Die betonierten Fundamente sind noch vorhanden und stehen seit 2002 unter Denkmalschutz. Eine Infotafel erinnert an die Geschichte.
Nach der Grundsteinlegung am 9. September 1937 im Rahmen des Reichsparteitages begann man mit dem Aushub der Baugrube, der bis zum Kriegsbeginn 1939 noch nicht vollendet war. Während des Krieges wurden die Arbeiten eingestellt und die bis zu zehn Meter tiefe Baugrube lief mit Grundwasser voll. Der entstandene See wird Silbersee genannt und ist wegen des in direkter Nachbarschaft befindlichen Silberbucks mit Schwefelwasserstoff vergiftet. Der Silberbuck selbst ist ein in den Jahren 1946 bis 1962 gewachsener, bis zu 35 Meter hoher Schutt- und Abfallberg. Seine Zusammensetzung aus Schutt der zerbombten Altstadt über Hausmüll bis zu kritischen Industrieabfällen und die Tatsache, dass er in der grundwassergefluteten Fundamentgrube steht, machen den See und den heute begrünten Berg zu einem schweren Erbe.

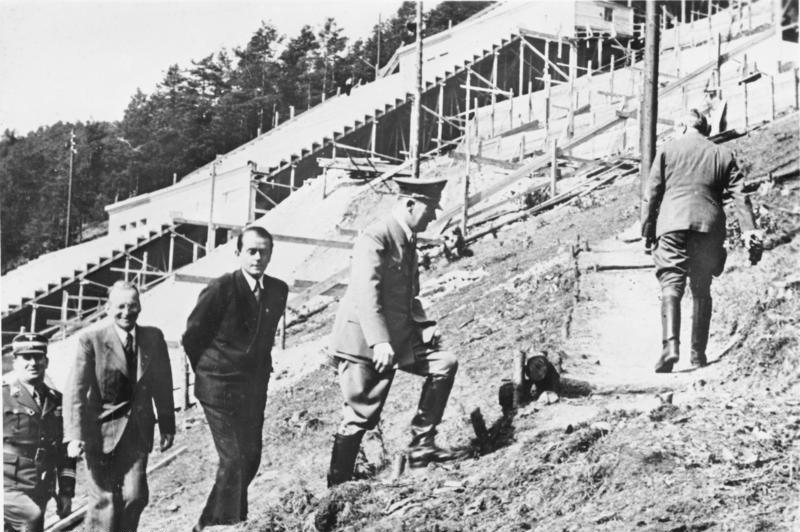
Speer und Hitler bei einem Besuch der Versuchstribünenanlage. (März 1938)
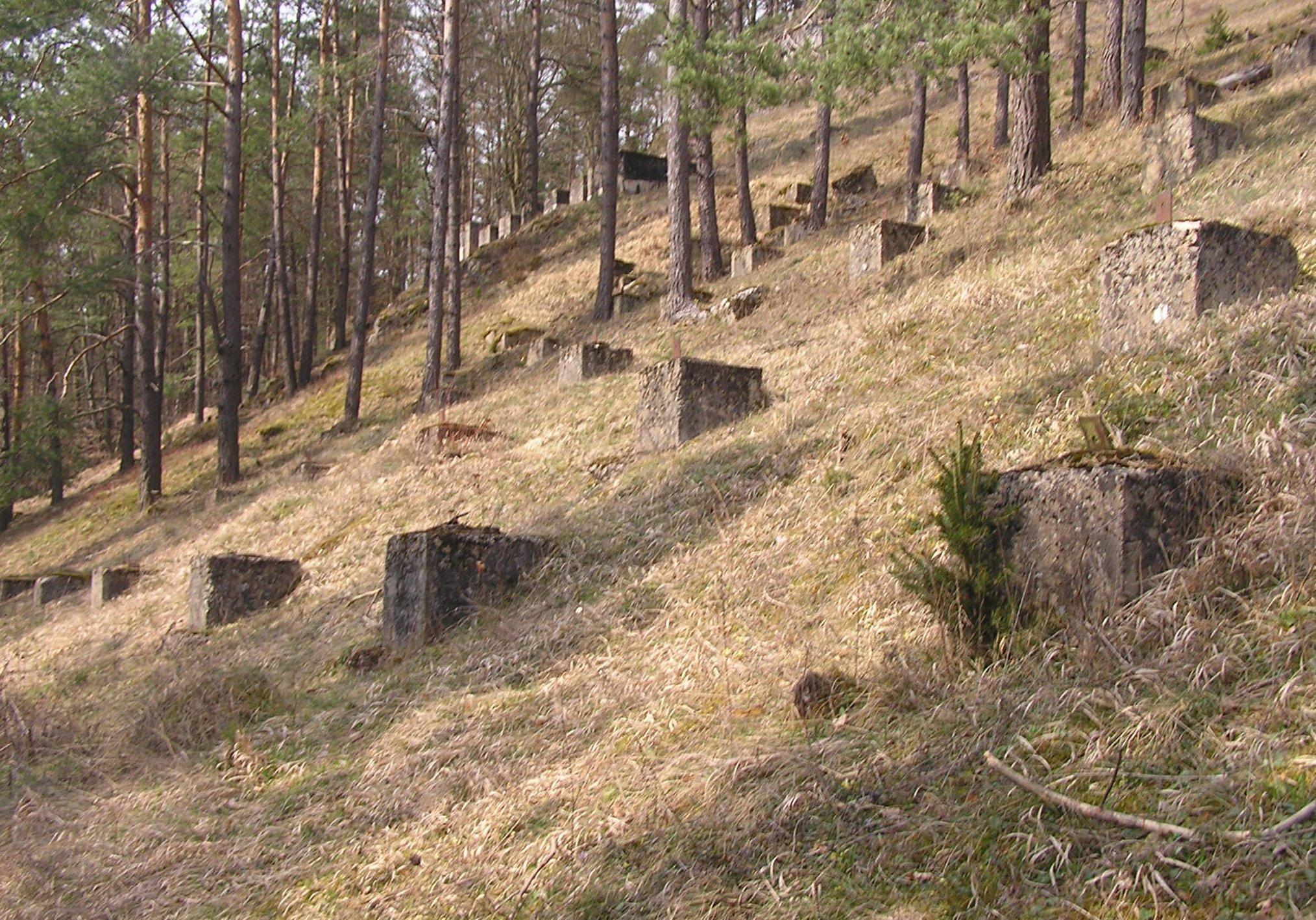
Betonfundamente des Stadionmodells bei Oberklausen, 2007
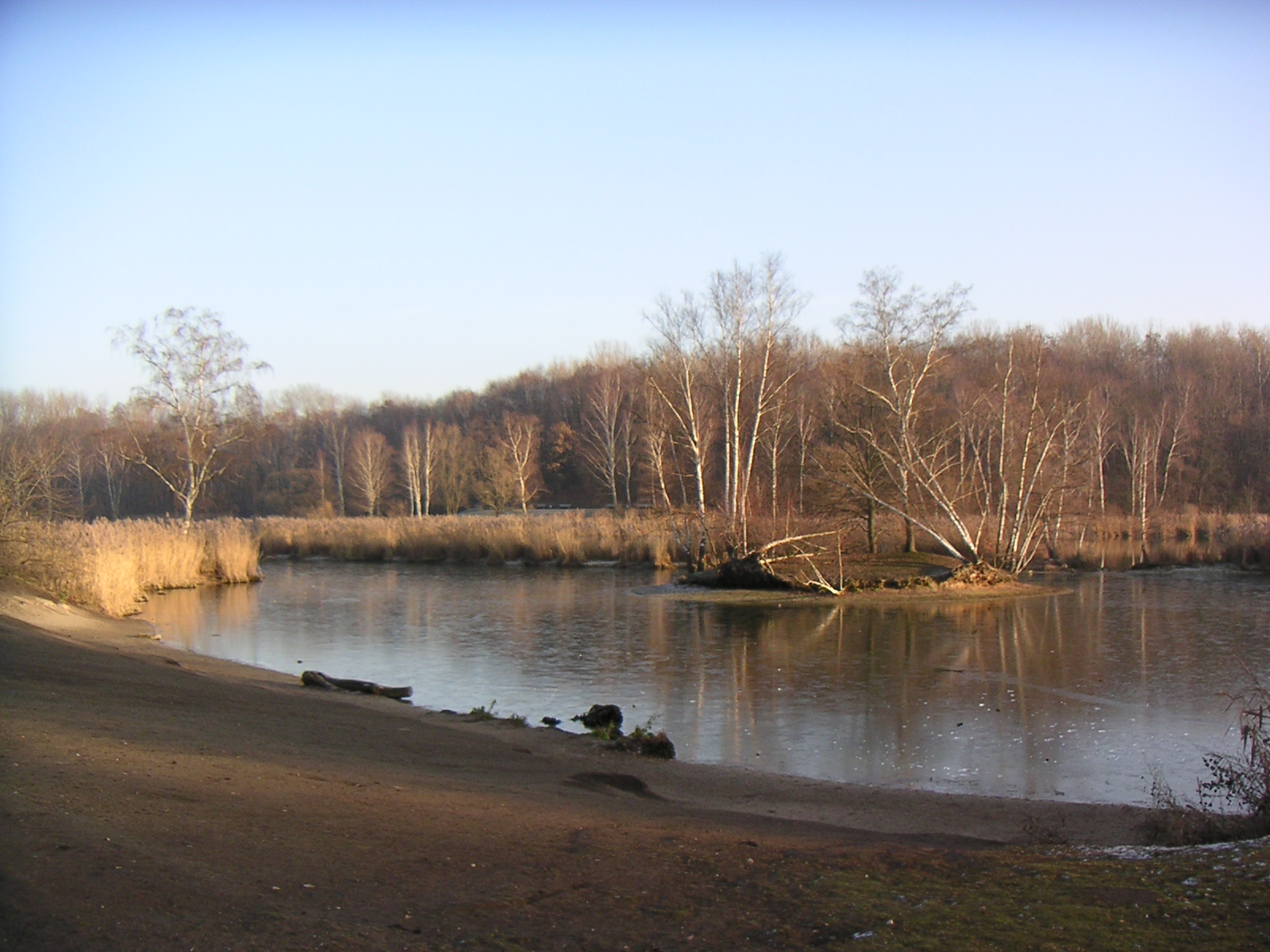
Der Silbersee, die einstige Baugrube des Deutschen Stadions, 2004

### Märzfeld

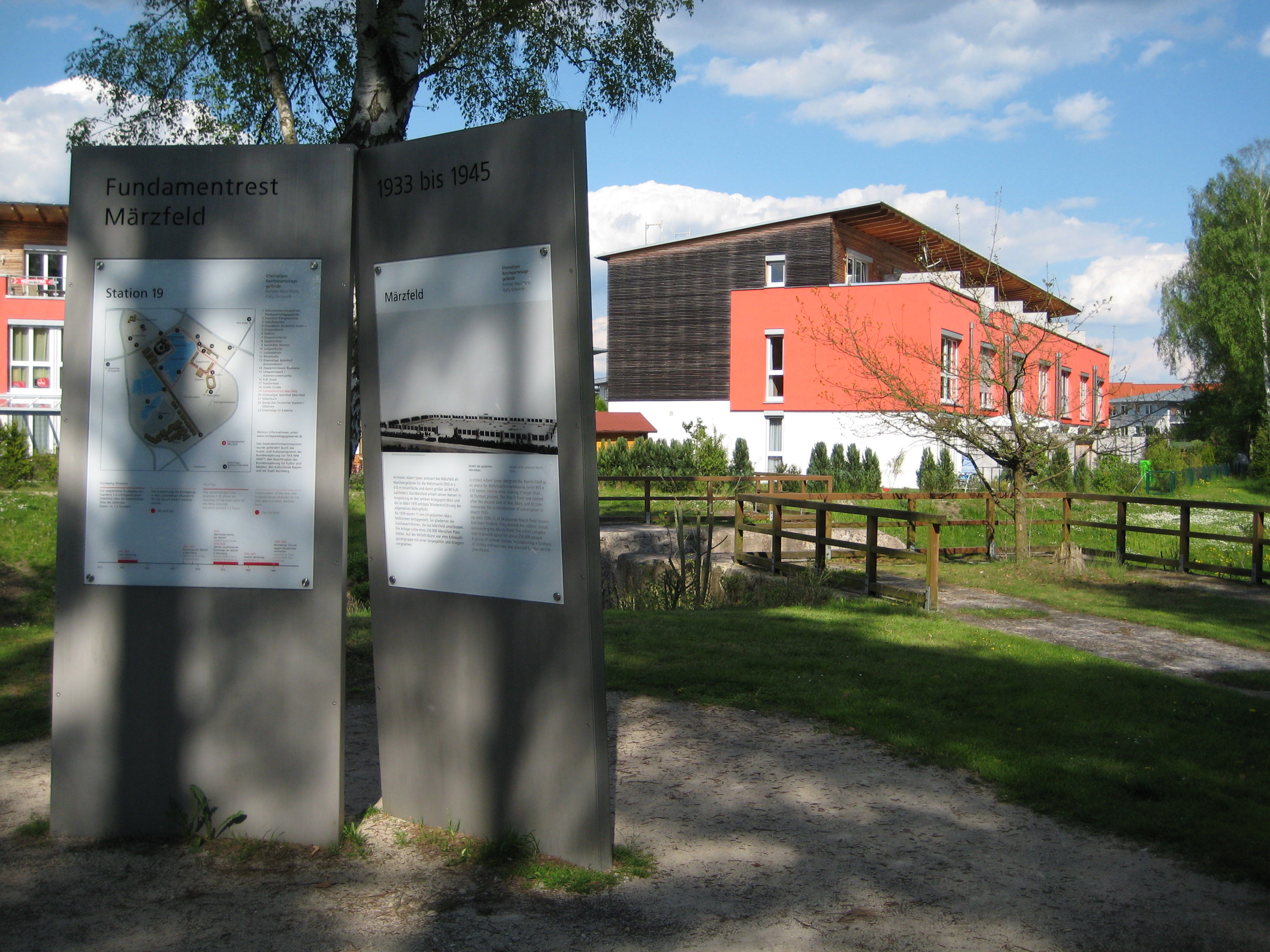
Fundamentreste Märzfeld und Schautafel in der Montessoristraße 56, 2008

Der Name Märzfeld ist eine Anspielung auf den römischen Kriegsgott Mars und das ursprünglich ihm gewidmete Marsfeld in Rom sowie eine Erinnerung an die Wiedereinführung der allgemeinen Wehrpflicht im März 1935. Das Gelände sollte Platz für Schaumanöver der Wehrmacht während der Reichsparteitage bieten. Es hatte eine Größe von 955 × 611 Metern, das entspricht etwa 58 Hektar und war damit größer als 80 Fußballfelder. Mit dem Bau wurde 1938 begonnen, zu einer Fertigstellung kam es nicht. Umrahmt von 24 Türmen, fertiggestellt wurden 11, sollte es den Eindruck einer monumentalen Festungsarchitektur erwecken. An den Rändern waren Tribünen für etwa 250.000 Zuschauer geplant. Auf der Mitteltribüne war eine Kolossalfigurengruppe mit einer Siegesgöttin und Kriegern vorgesehen.

### Städtisches Stadion/Stadion der Hitlerjugend

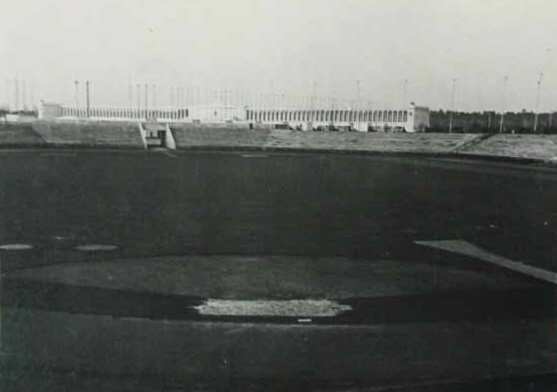
Blick über das Städtische Stadion zur Zeppelinhaupttribüne, um 1938

Das in den Jahren 1926 bis 1928 errichtete Städtische Stadion wurde bei den Reichsparteitagen als Veranstaltungsort für den sogenannten Tag der Hitlerjugend benutzt. Aus dieser Verwendung ergibt sich auch der zur damaligen Zeit verwendete Name. In Bezug auf das in der Nähe geplante Deutsche Stadion wurde es auch häufig als Altes Stadion bezeichnet.
Das im Bauhaus-Stil errichtete Gebäude passte nicht zu den ringsum entstehenden Monumentalbauwerken. Um dem Stadion etwas von dem modernen Charakter zu nehmen, wurden auf der Gegengerade zwei Holztürme und eine Arkadenreihe errichtet, die als Kulisse für Trommler, Chöre und Bläser diente.
Nach mehreren Umbauten und Modernisierungen dient es heute als Fußballstadion unter dem Namen Max-Morlock-Stadion dem 1. FC Nürnberg als Spielstätte.

### Zeppelinfeld und Zeppelinhaupttribüne

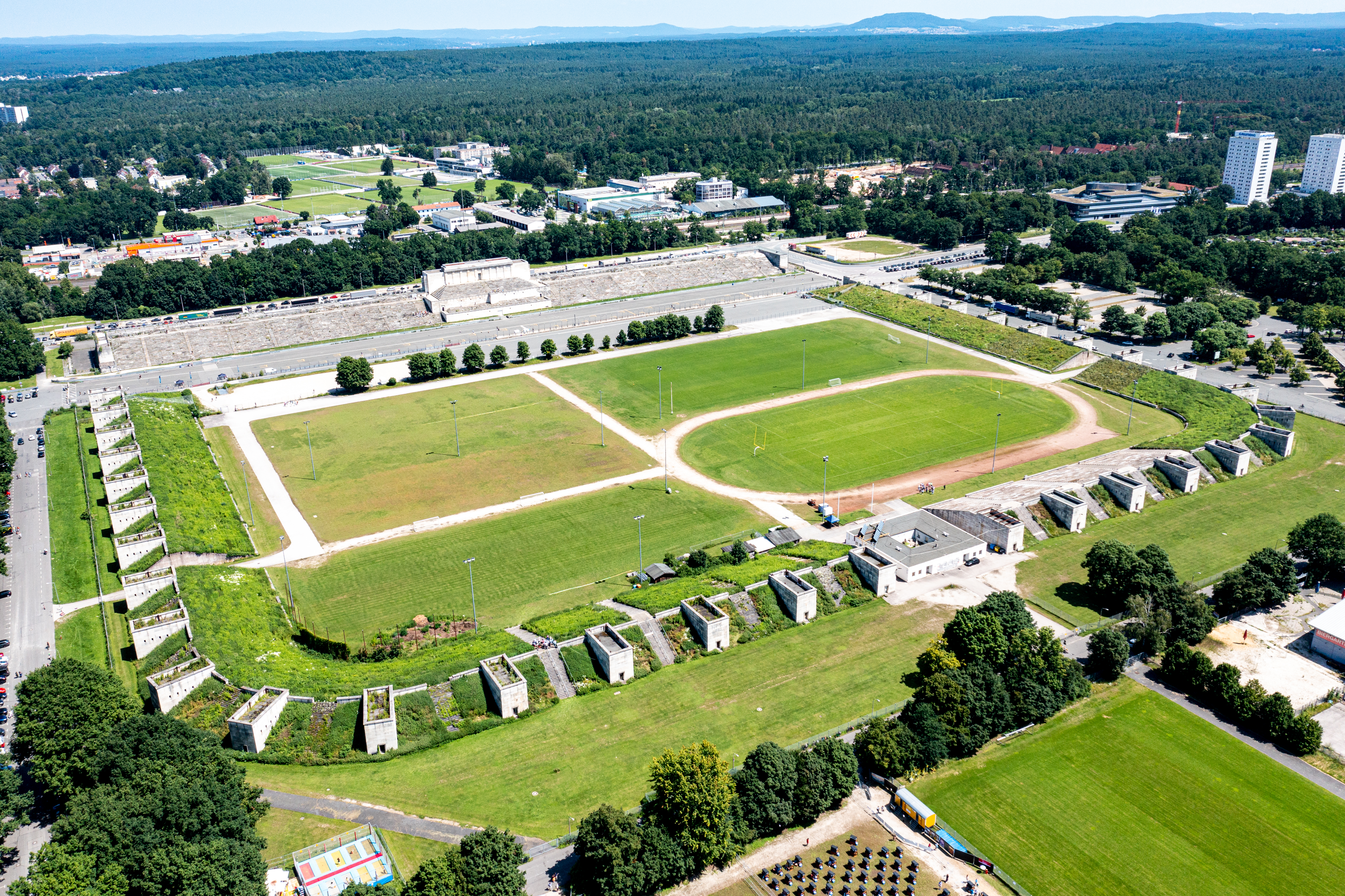
Zeppelinfeld mit Tribüne

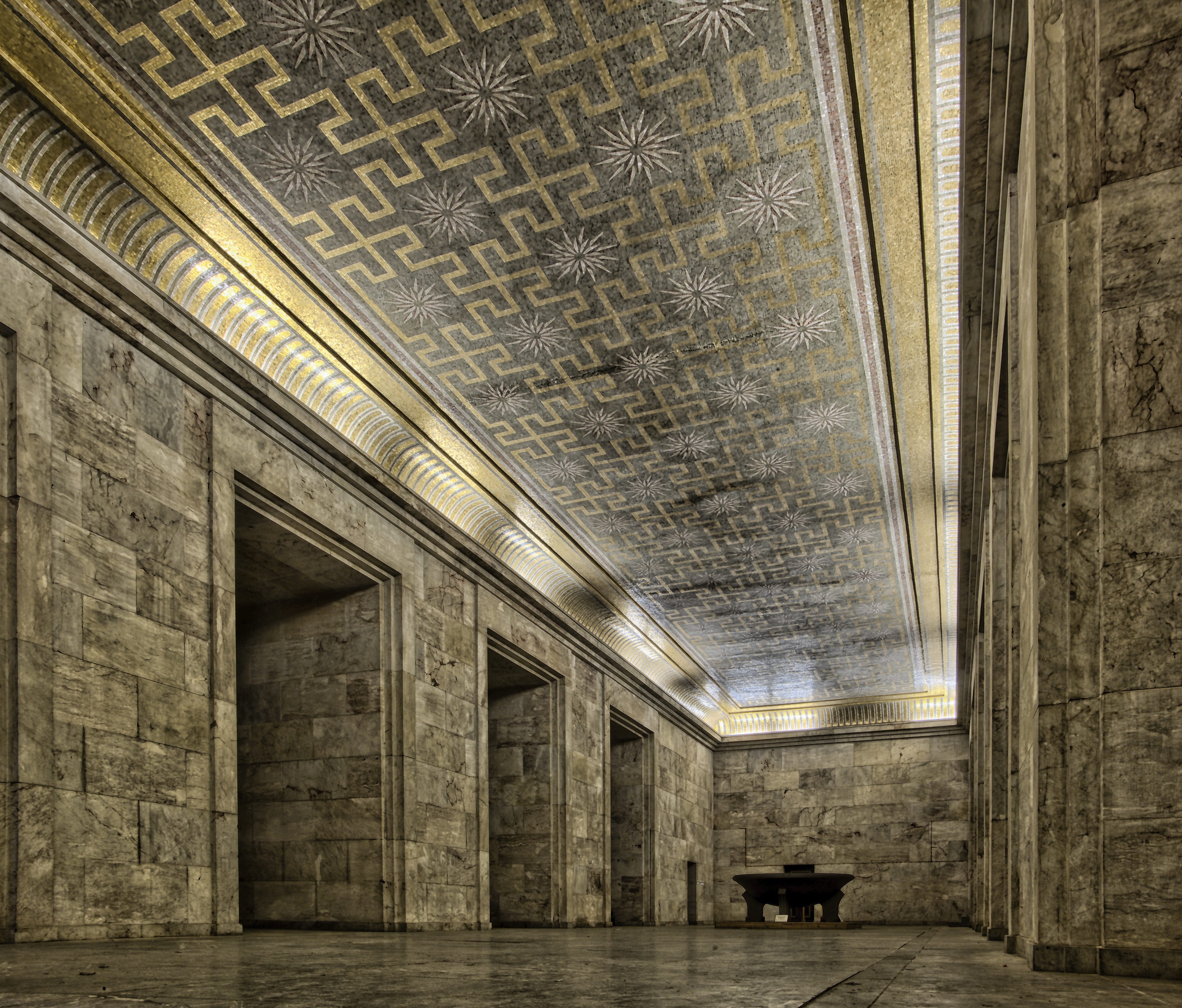
In der Zeppelinhaupttribüne: Goldener Saal, 2015

Auf der Zeppelinwiese (49° 25′ 48,4″ N, 11° 7′ 25,1″ O) fanden ab 1933 Veranstaltungen der Reichswehr bzw. Wehrmacht und des Reichsarbeitsdienstes sowie der Appell der politischen Leiter der NSDAP statt.
In den Jahren 1935 bis 1937 wurde die Zeppelinwiese nach einem Entwurf von Albert Speer (1934) in ein Aufmarschgelände mit Tribünen umgestaltet, wobei die auf der nordöstlichen Seite des Feldes errichtete Zeppelinhaupttribüne als dominierende Kulisse entstand. Es ist das einzige fertiggestellte Bauwerk auf dem Reichsparteitagsgelände.
Die gesamte Anlage hatte die Ausmaße von 362 × 378 Metern, das eigentliche Zeppelinfeld maß 290 × 312 Meter. Die Innenfläche misst 312 × 285 Meter und ist damit größer als 12 Fußballfelder.
Insgesamt bot das Areal Platz für bis zu 320.000 Menschen, davon 70.000 als Zuschauer auf den Tribünen. Sie wurden durch 34 Türme, auf denen Fahnenmaste und Flakscheinwerfer standen, gegliedert. Mit über 150 sehr starken Scheinwerfern, welche rund um das Zeppelinfeld senkrecht in den Himmel strahlten, wurde der beeindruckende „Lichtdom“ erzeugt.
Auf der nordöstlichen Seite des Feldes entstand ab 1935 als Ersatz für eine provisorische Holztribüne die Zeppelinhaupttribüne mit einer Länge von 360 und einer Höhe von 20 Metern. Als Vorbild diente der antike Pergamonaltar. Oberhalb der Sitzplätze lief eine doppelte Pfeilerreihe über die gesamte Breite, durch die die Tribüne ihre Gesamthöhe von 20 Metern erreichte. Sie birgt eine ca. 8 m hohe und mehr als 300 m² große Halle, die wegen der schmückenden Deckenmosaike auch Goldener Saal genannt wird. Dort befinden sich auch die beiden von innen zugänglichen Treppenhäuser.
Auf den beiden Ecktürmen der Zeppelintribüne standen Feuerschalen, von denen sich heute eine im Goldenen Saal in der Tribüne befindet. Die andere wurde bis 2008 als Kinderplanschbecken im nahe gelegenen Stadion-Bad genutzt, steht jetzt aber vor dem Haupteingang der Tribüne. In der Mitte der Tribüne entstand ein zusätzlich erhöhter Teil, der besonderen Ehrengästen vorbehalten war. Zentrales Element war die Sprecherkanzel, von der aus Adolf Hitler Paraden abnahm und zu den Massen sprach. Wie auch bei der Luitpoldarena war die gesamte Anlage auf diesen Punkt und damit auf die Person des „Führers“ ausgerichtet, was ihr einen altarähnlichen Charakter verlieh. Der in den Jahren 1935–1937 errichtete Bau besteht aus Beton, Ziegel und Muschelkalk. Bei späteren Sanierungen zeigte sich, dass die Muschelkalkplatten unterschiedlich dick sind. Durch die vor- und zurückspringende Verarbeitung mit den Ziegeln wurde eine höhere Stabilität sowie eine gleichzeitige Materialeinsparung bei der teureren Verblendung erzielt.

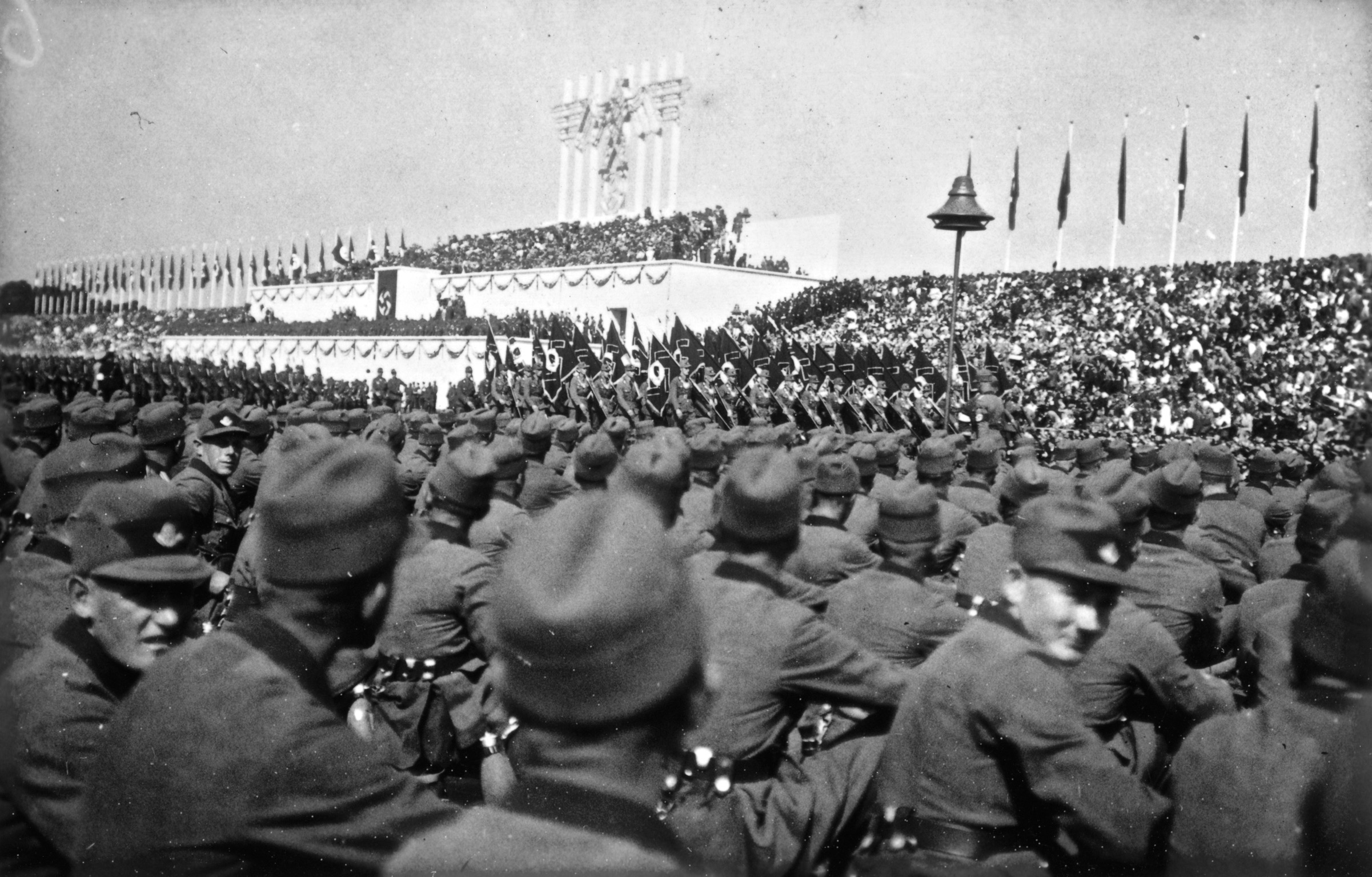
Reichsparteitag 1935. Der riesige Parteiadler ist aus Holz, die Bühne unvollständig.
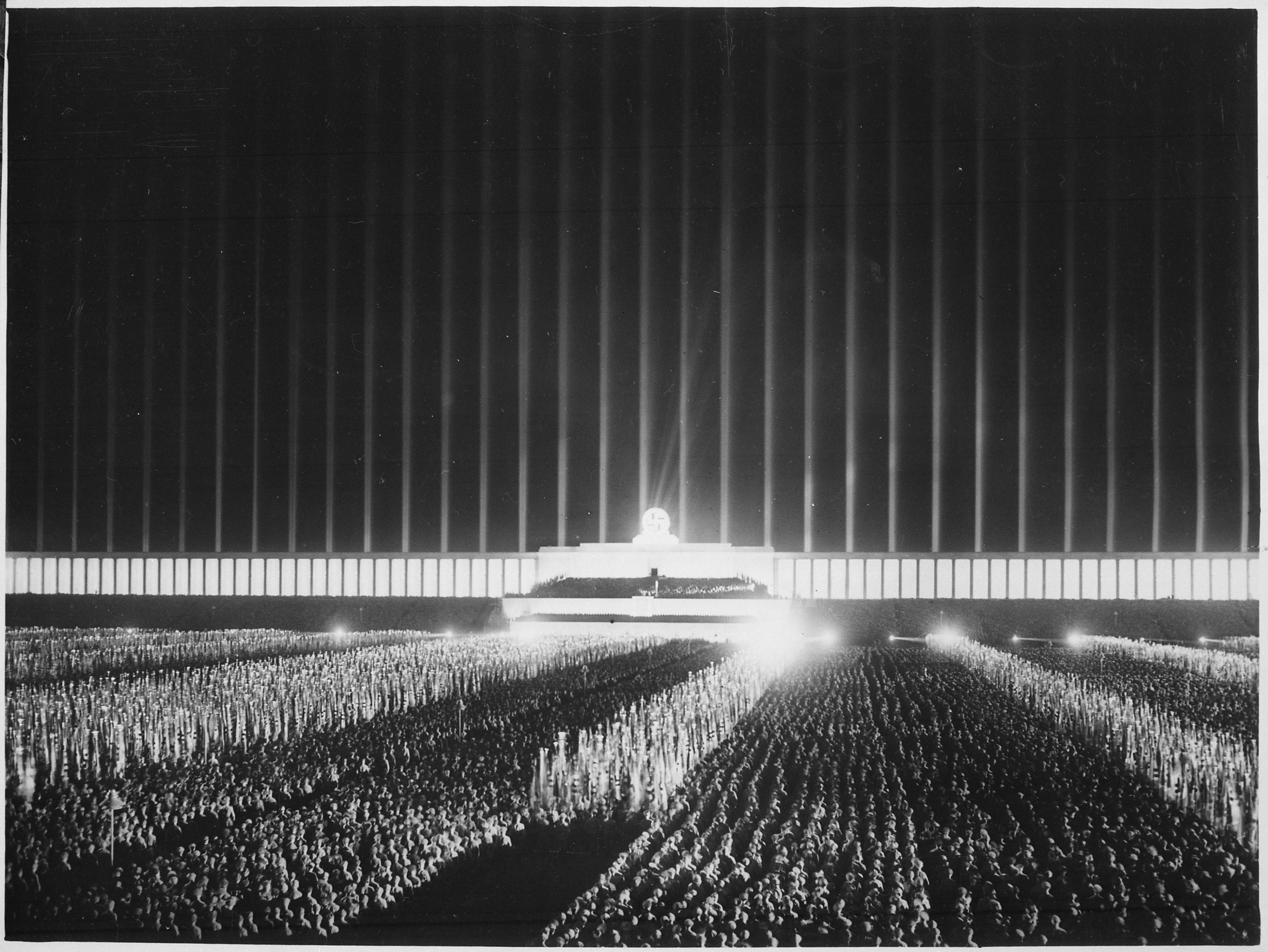
Zeppelinhaupttribüne mit Kolonnaden und Lichtdom beim großen Appell der Politischen Leiter, Reichsparteitag 1937
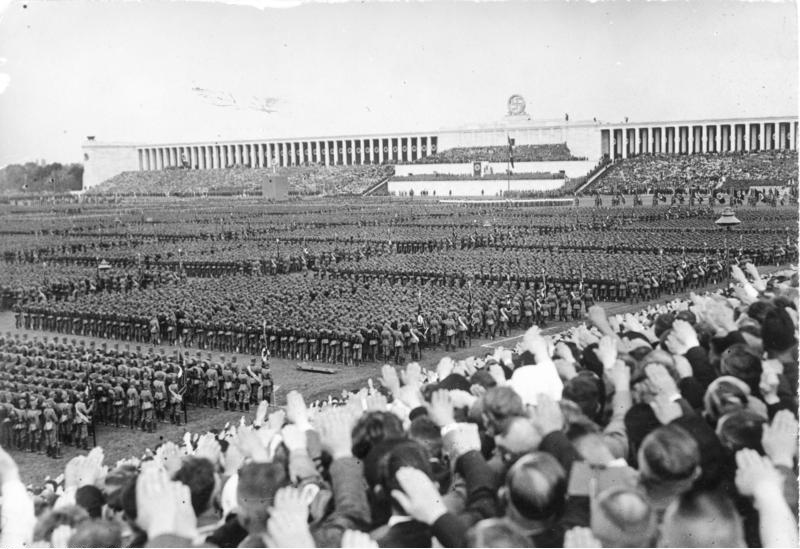
Veranstaltung des Reichsarbeitsdienstes, Reichsparteitag 1937
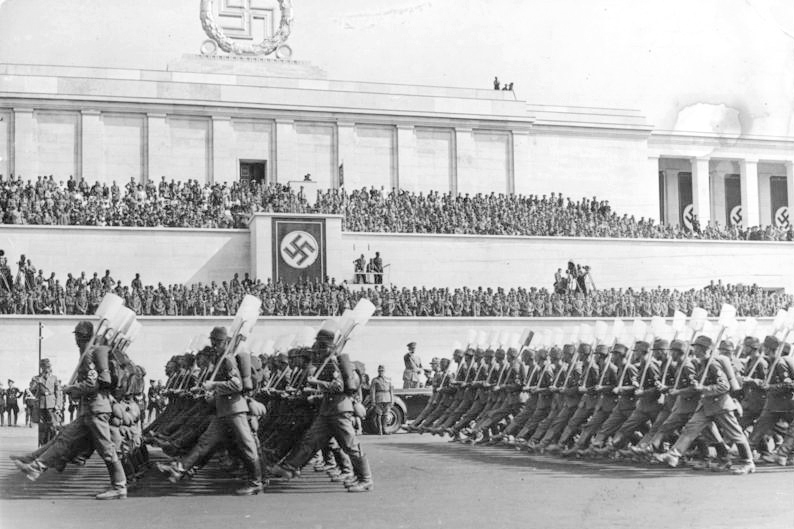
Großer Aufmarsch des Reichsarbeitsdienstes, Reichsparteitag 1937
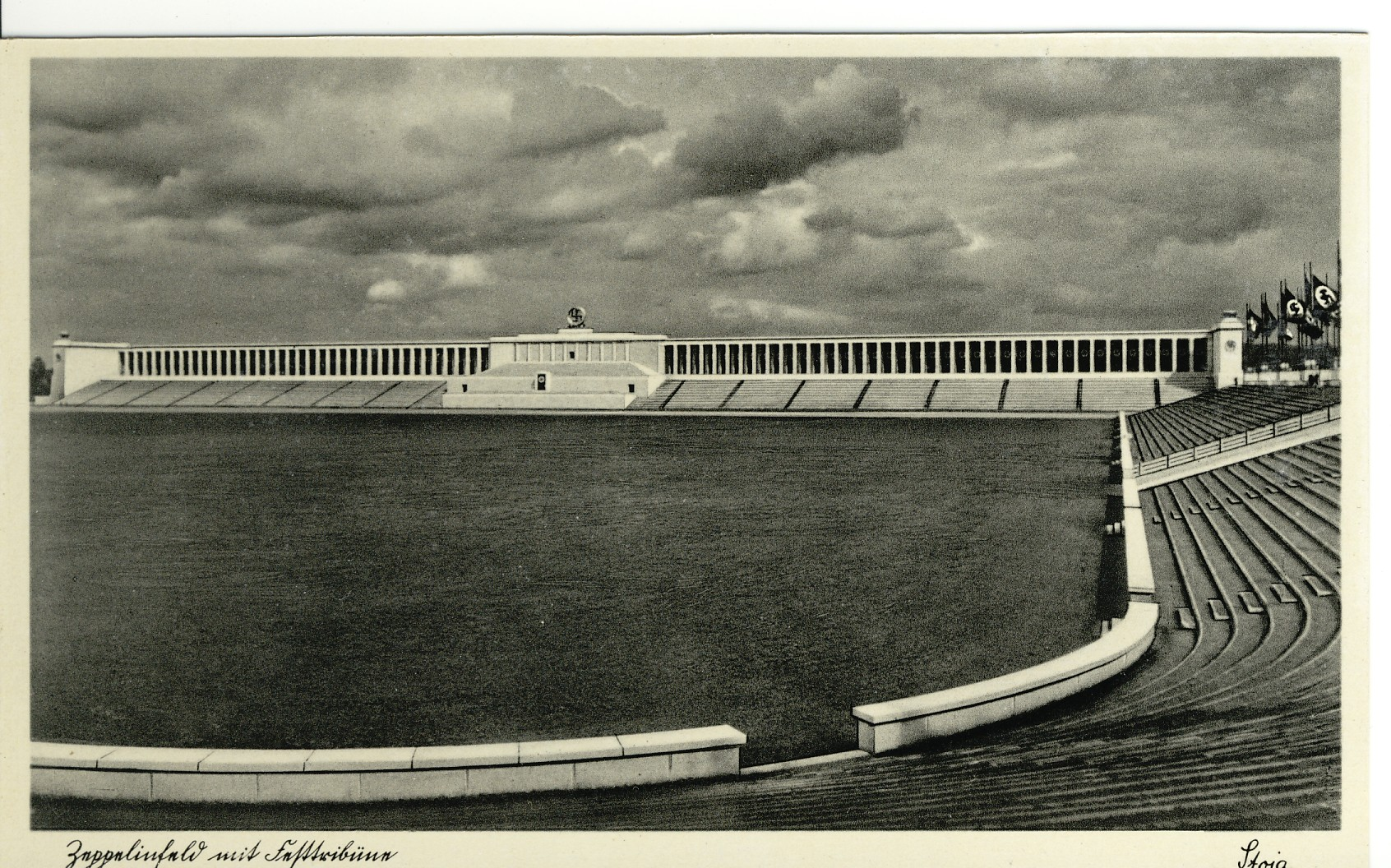
Zeppelinfeld ca. 1938
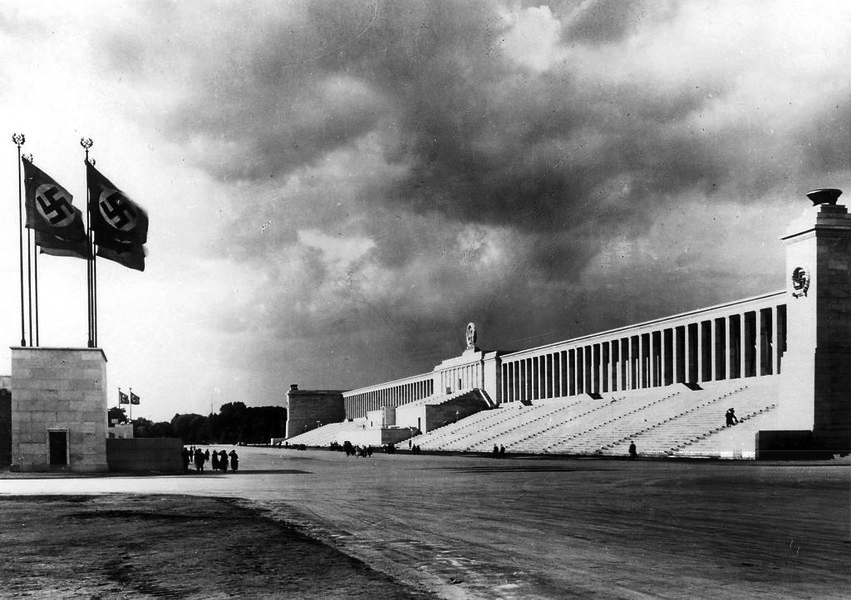
Zeppelinhaupttribüne, 1938
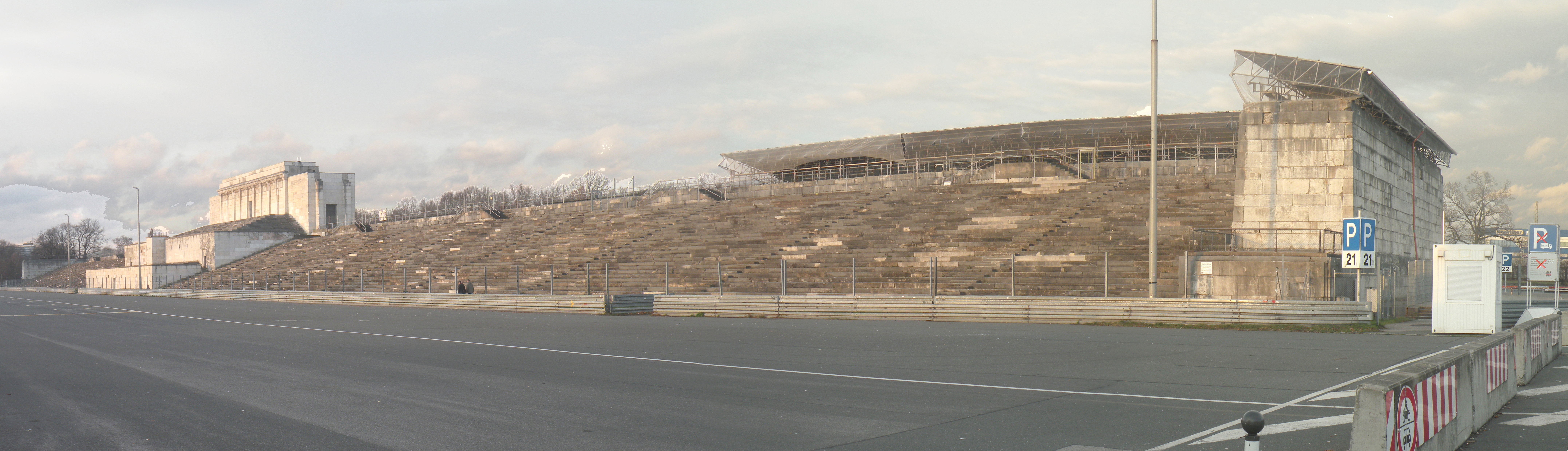
Zeppelinhaupttribüne, 2018
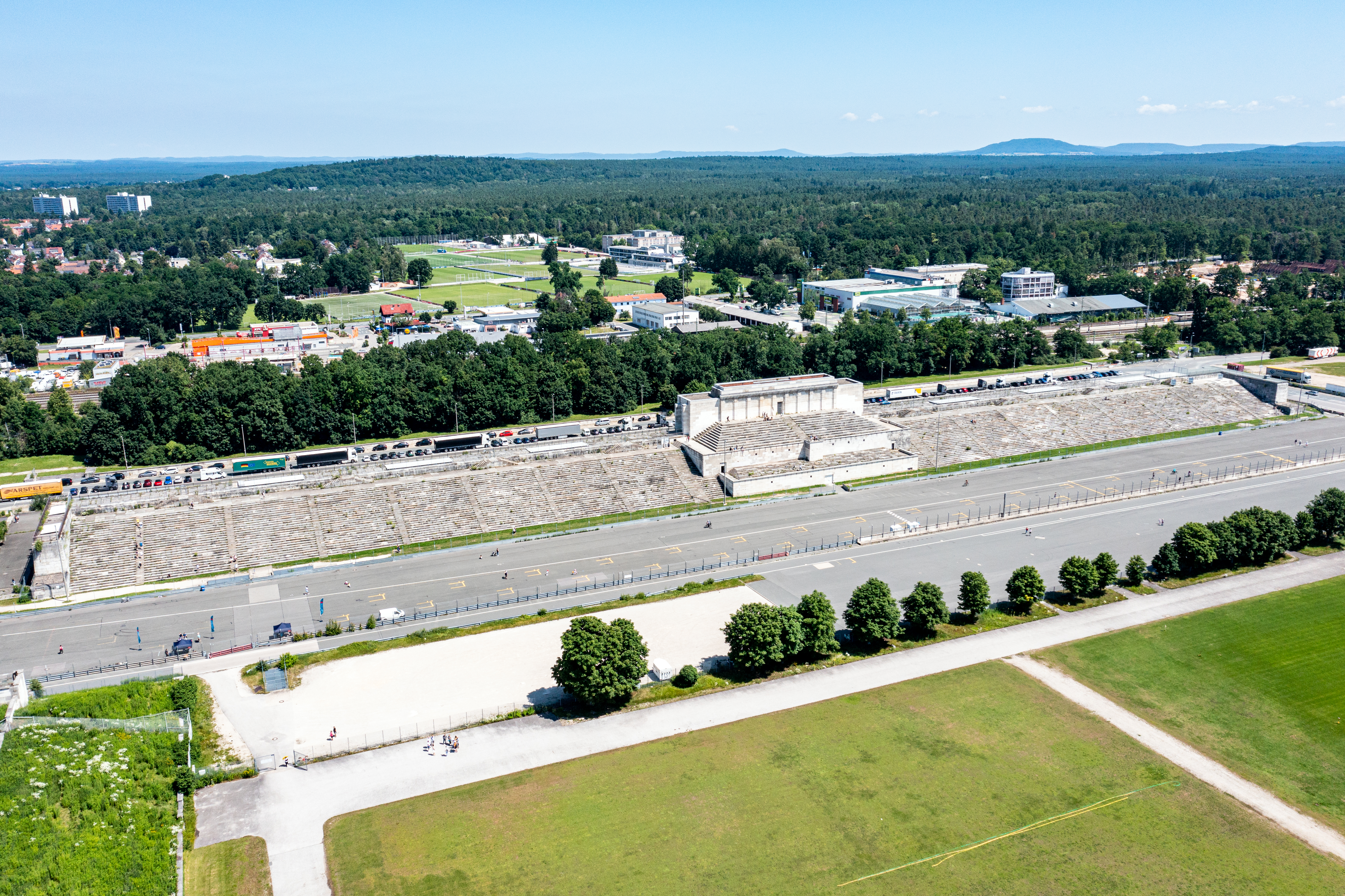
Zeppelinhaupttribüne, 2021
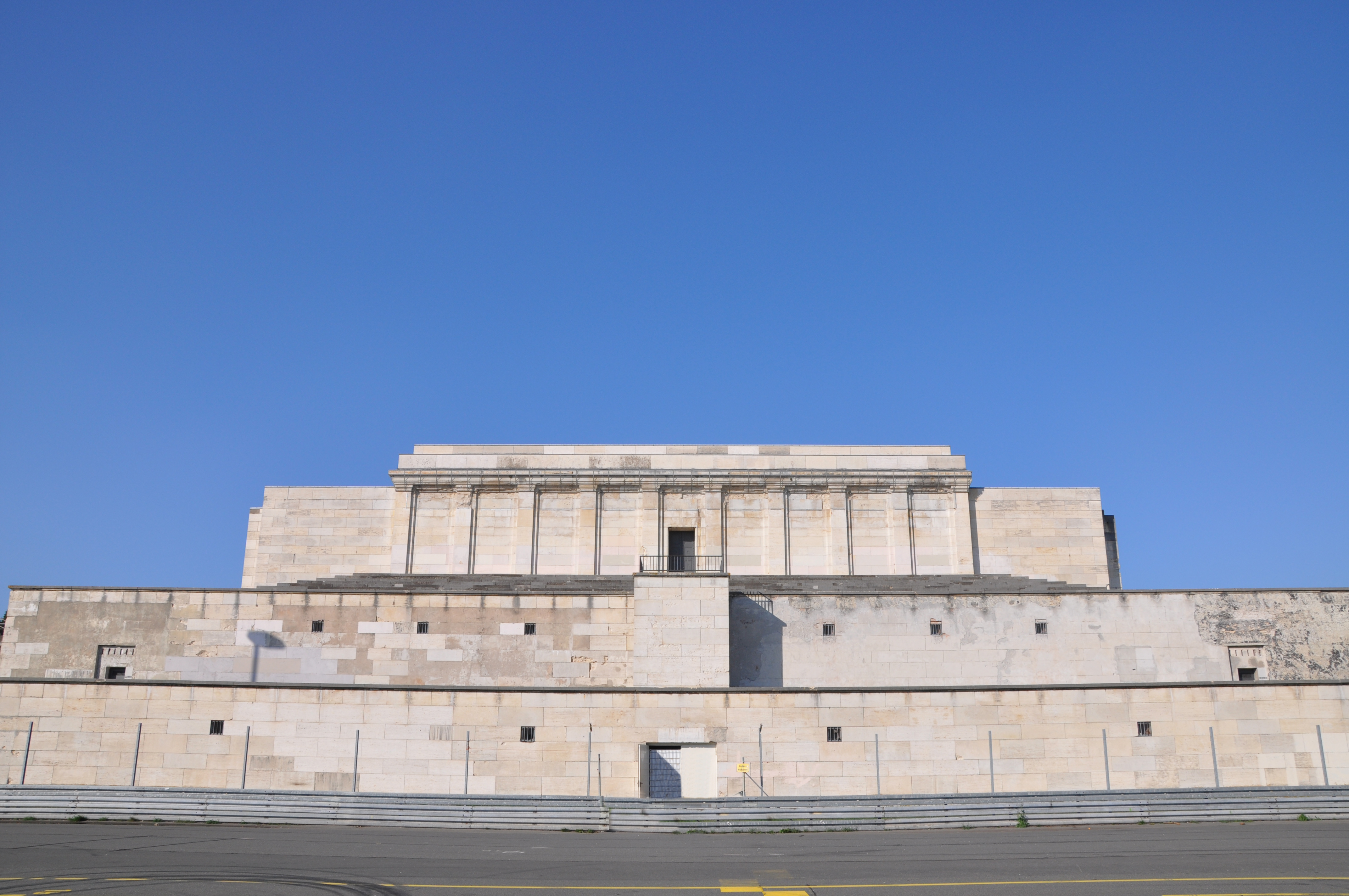
Zeppelinhaupttribüne, 2009
Panorama des Zeppelinfeldes, 2017
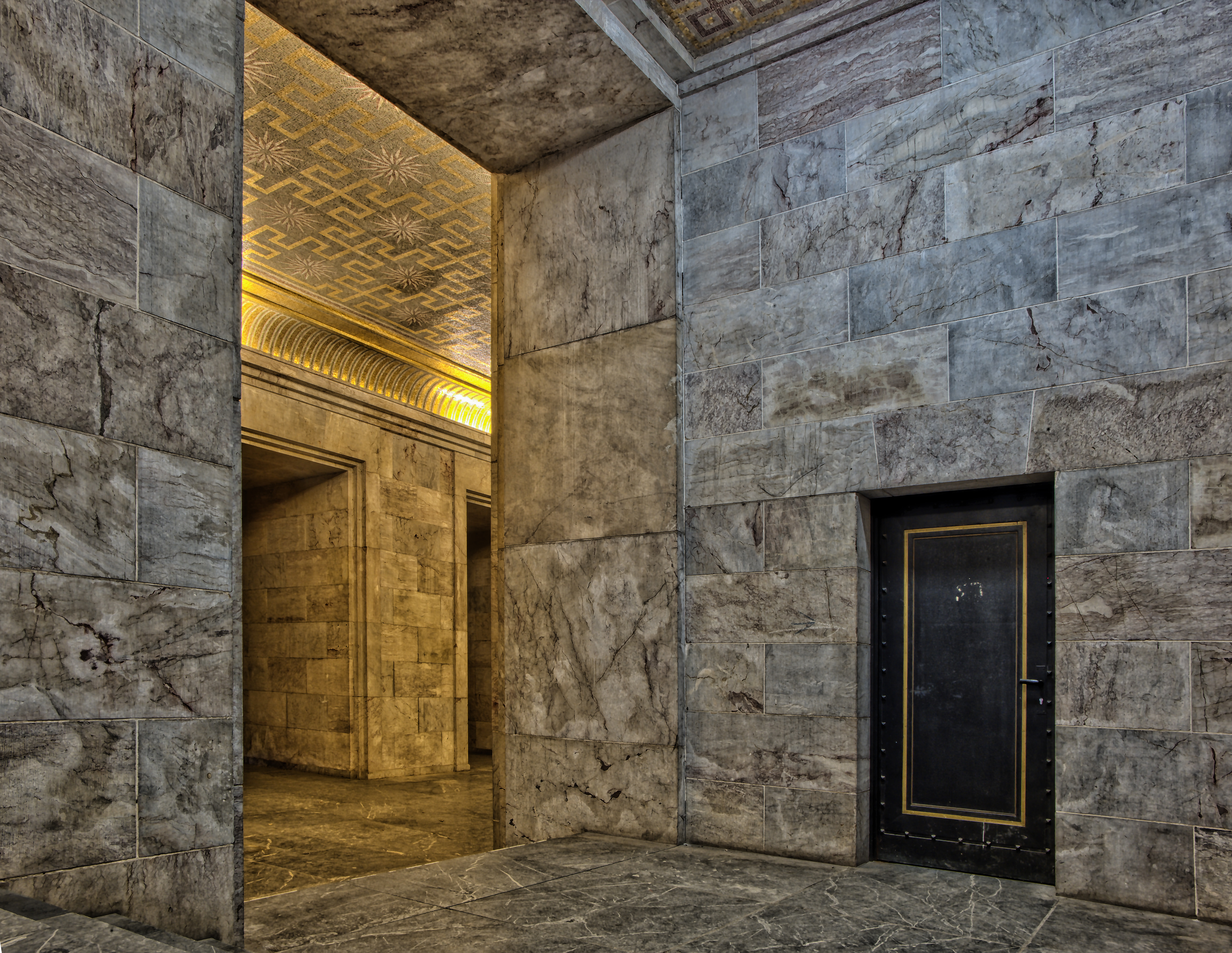
Eingang zum Goldenen Saal, 2015

Die bauzeitliche, auf Fotos geschickt unterstützte Inszenierung eines homogenen Monumentalbauwerks wirkt bis heute fort, aber das Bauwerk wurde schrittweise, sogar unter Nutzung älterer Bausubstanz, erstellt. Oft wurden mit Holzattrappen propagandistische Effekte erzeugt. Der Parteitag des Jahres 1934 prägt – in seiner propagandistischen Überhöhung durch den Riefenstahl-Film Triumph des Willens – bis heute das kollektive Bild dieser Großveranstaltungen. Die gezeigten Auftritte Hitlers auf einer mit einem 9 auf 16 Meter großen Adler bekrönten Tribüne, die auf der westlichen Nebentribüne des Henselschen Sportfeldes aufgebaut war, werden heute häufig irrtümlich mit der Zeppelintribüne in Verbindung gebracht, die jedoch erst in den Folgejahren entstand. Hitler beauftragte – mit Blick auf die genutzten attrappenartigen Holzkonstruktionen – noch im selben Jahr Speer mit einer großen Ausbauplanung für eine „Tempelstadt der Bewegung“ auf dem Gelände. Beim folgenden ersten „Bauprogramm“ 1934/35 wurde aber weiterhin auf die in den Jahren zuvor erprobten Holzstaffagen zurückgegriffen. Der größte Aufwand wurde für die Tragfähigkeit des Feldes betrieben. Um das Zeppelinfeld, das im sumpfigen Gelände nahe dem Dutzendteich angelegt worden war, auch mit schweren Militärfahrzeugen bei Paraden befahren zu können, wurde der „nicht tragfähige Moorboden“ teils metertief erneuert. Hinter und oberhalb des Mittelbaus wurde ein Aufbau mit einer weiteren Stufenanlage und abermals einem riesenhaften Reichsadler aus Holz geschaffen. Beim zweiten „Bauprogramm“ 1935/36 und beim folgenden Ausbau 1936–1938 wurden die Holzkaschierungen ersetzt und zudem vielfach nur vorhandene Bausubstanz überbaut. Die Auftürmung der Baumassen als effektvolle Kulisse des achttägigen Propagandaaktes konnte daher nur auf Basis überwiegend funktionsloser Rauminhalte erfolgen, welche oft nicht zusammenpassten. Die Endbauten der Haupttribüne blieben stets nutzungsfrei, die Flügelbauten und die Türme der Wallanlagen nahmen lediglich zahlreiche WC und einige Trafostationen auf. Termindruck, jeweils zum Reichsparteitag im September eine monumentale Architektur darzustellen, führte zu einer überschnellen Planung und Bauausführung. Wegen nachträglicher Entwurfsänderungen kam es zum Rückbau bereits errichteter Partien. Wenigstens in den Haupträumen und am Außenbau war die Zeppelintribüne zum letzten Reichsparteitag 1938 fertiggestellt. Viele Bauschäden, welche die aktuelle Debatte um Erhalt und Sicherungsvorhaben ausgelöst haben, liegen bereits in Planung und Umsetzung des Bauwerks begründet. Bereits 1941 mussten zahlreiche Werksteine ausgewechselt werden, da sie seinerzeit wegen Zeitmangel bruchfeucht eingebaut worden waren.
Im Jahr 1967 wurden die Pfeilergalerien von der Stadt Nürnberg gesprengt und etwas später wurden auch die Türme auf halber Höhe abgetragen.
Heute ist die Tribüne in einem sanierungsbedürftigen Zustand. 80 Prozent der Natursteinblöcke an den Stufen und 60 Prozent der Steine an den Fassaden sind zerstört oder beschädigt. Die Stadt Nürnberg plant eine Restaurierung und Instandhaltung.

### KdF-Stadt
Im nördlichen Bereich des Reichsparteitagsgeländes, auf dem heutigen Areal des 1. FC Nürnberg, entstand 1937 die KdF-Stadt. Ein Teil der für die Olympischen Spiele 1936 in Berlin errichteten hölzernen Ausstellungsbauten wurde nach Beendigung der Wettkämpfe nach Nürnberg gebracht und dort wieder aufgebaut. In den Ausstellungshallen wurden während der Reichsparteitage regionale Produkte präsentiert sowie Freizeitveranstaltungen durchgeführt. Die KdF-Stadt brannte 1942 nach einem Bombenangriff ab.

### Arbeiter-Wohnkomplex

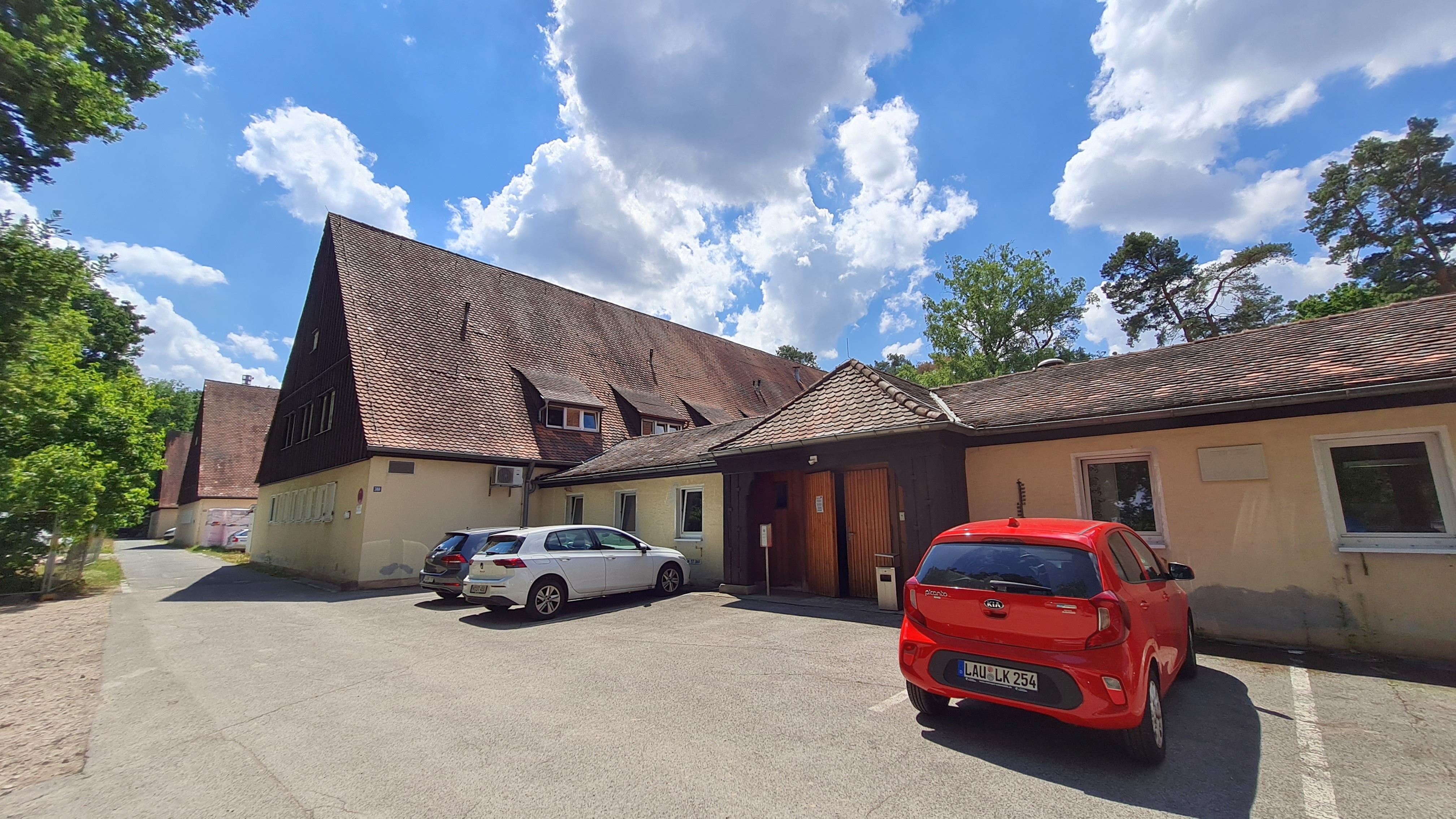
Ehemaliger Arbeiter-Wohnkomplex, heute August-Meier-Heim

1939 entstand östlich, direkt angrenzend an das Reichsparteitagsgelände, ein Wohnkomplex für die Arbeiter der Deutschen Arbeitsfront, die am Reichsparteitagsgelände eingesetzt waren. An das Hauptgebäude wurden sieben zusammenhängende Nebengebäude gebaut, die als Unterkünfte dienten. Die im Wald liegende Anlage wurde nach dem Krieg trotz schwerer Bombenschäden wieder aufgebaut und kurze Zeit als Unterkunft für amerikanische Soldaten genutzt. Seit 1947 wurde der Großteil als Altenheim (August-Meier-Heim) und der hintere Bereich als städtische Notwohnanlage für Obdachlose und staatliche Gemeinschaftsunterkunft für Asylbewerber genutzt. Zu umfangreichen Änderungen führte der 2017 beschlossene und 2023 vollendete Bau eines neuen Seniorenheims auf dem Gelände, das den Heimbetrieb in den historischen Gebäuden ablöste, und die für 2009 geplante Schließung der Obdachlosensiedlung.
In welchem Umfang der Bestand der denkmalgeschützten Bauten dadurch bedroht wird, ist noch nicht bekannt.

### Lagerbereiche

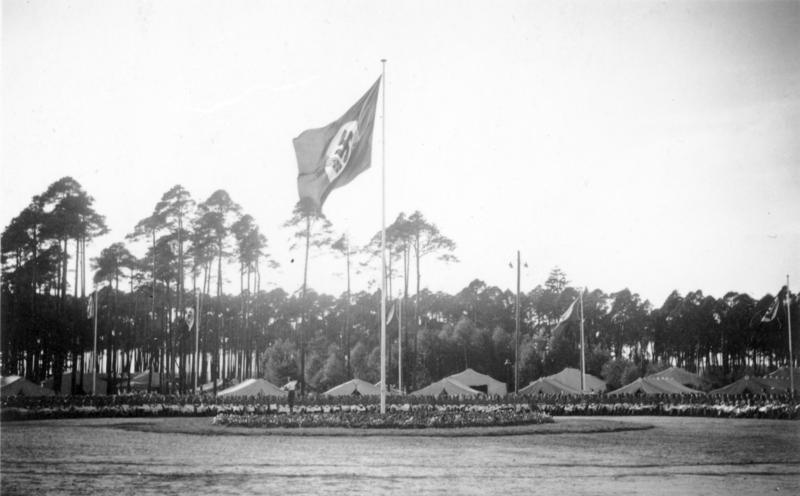
Zeltlager des RAD, 1939

Direkt am Bahnhof Märzfeld begannen in südöstlicher Richtung die einzelnen Lagerbereiche, das HJ-Lager, die Lager der SA, SS und des NSKK. Dieser Bereich wird heute als Wohngebiet genutzt. Die Lagerbereiche der Wehrmacht und des RAD befanden sich auf dem Moorenbrunnfeld und sind größtenteils unbebaut.

### Trafostation

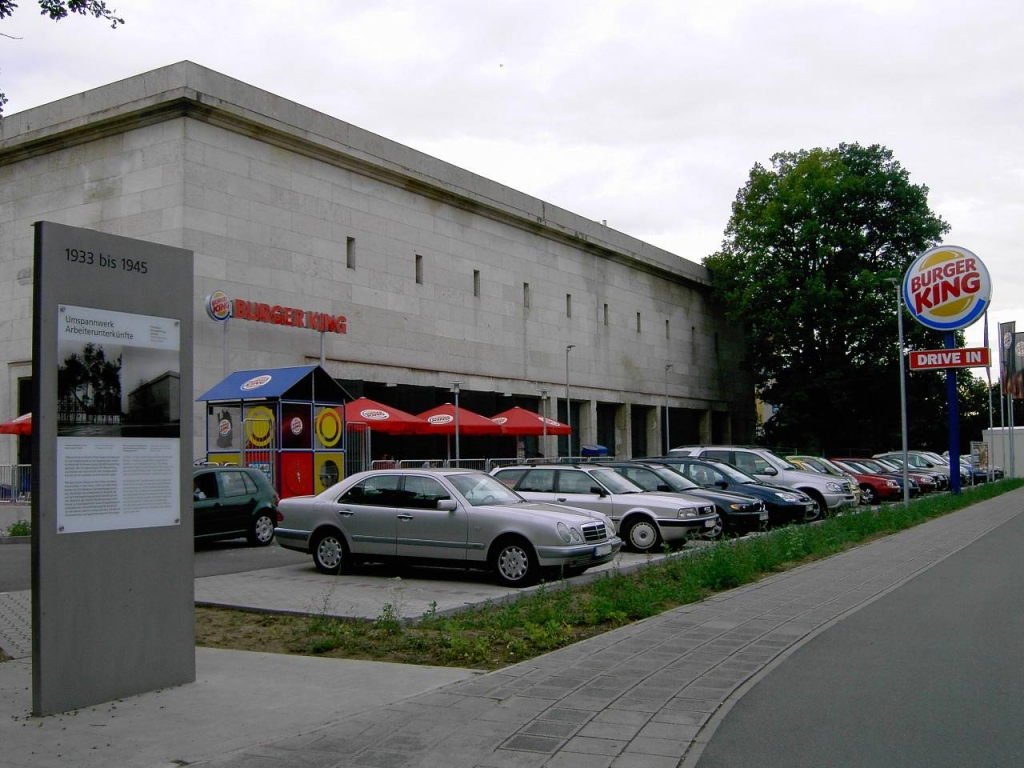
Die ehemalige Trafostation mit Fast-Food-Restaurant, 2006

Die Transformatorenstation an der Regensburger Straße war 1934 für die Stromversorgung des Reichsparteitagsgeländes gebaut worden. Nach 1945 ging das Gebäude in den Besitz der Stadt Nürnberg über. Der örtliche Stromversorger N-ERGIE hatte die Technik bis 1998 zur Stromversorgung genutzt, danach verlor die Trafostation durch technische Veränderungen ihren Zweck. Seit Juni 2006 sind in einem Teil des Gebäudes ein Fast-Food-Restaurant und ein Fitnessstudio untergebracht.

### Bahnhöfe

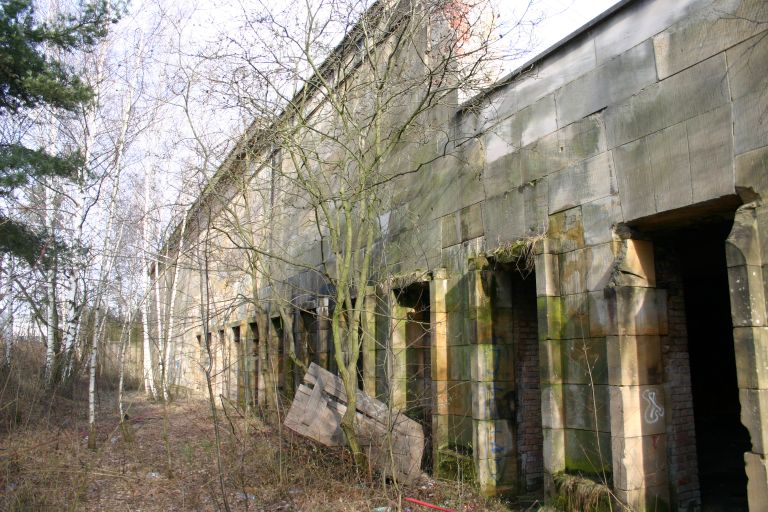
Der Bahnhof Märzfeld, 2005

Für die An- und Abreise der Teilnehmer dienten in erster Linie die Bahnhöfe Nürnberg Hauptbahnhof und die in der Nähe des Geländes liegenden Bahnhöfe Dutzendteich und Rangierbahnhof in etwa gleichem Umfang. Der Bahnhof Märzfeld wurde erst ab 1938 genutzt, aber nie fertiggestellt.
Der Bahnhof Fischbach wurde 1940 im Rahmen der Anlage des Reichsparteitagsgeländes erneuert und deutlich erweitert.
Die Bahnhöfe Dutzendteich und der zwischen dem Märzfeld und dem Lager Langwasser gelegene Bahnhof Märzfeld waren auch als Teil des Projektes Breitspurbahn vorgesehen. So war von Hamburg kommend eine Breitspur-Linie über den neu zu bauenden Bahnhof Nürnberg-Buch und weiter nach Süden in Richtung München geplant.

### SS-Kaserne

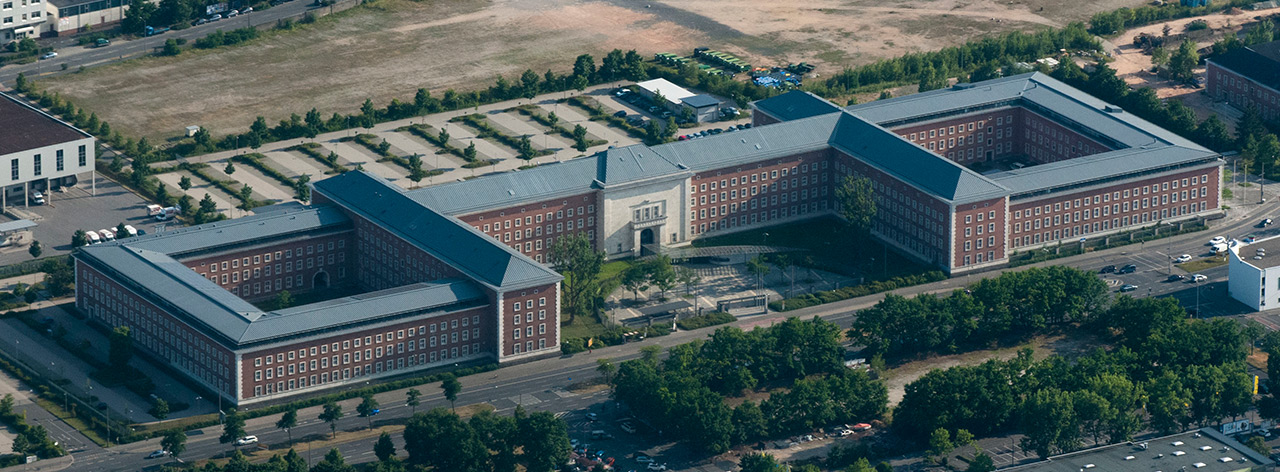
Ehemalige SS-Kaserne

In der ursprünglichen Planung war noch keine SS-Unterkunft vorgesehen, erst 1936 brachte die SS entsprechende Wünsche vor. Franz Ruff wurde als Architekt berufen und ein Baugelände an der Frankenstraße ausgewählt. 1939 wurde der Gebäudekomplex fertiggestellt und als „Einfallstor zum Reichsparteitagsgelände“ bezeichnet, obwohl er am Rand des Geländes lag. Im Krieg wurden dort Funker ausgebildet.

## Granitproduktion in Konzentrationslagern

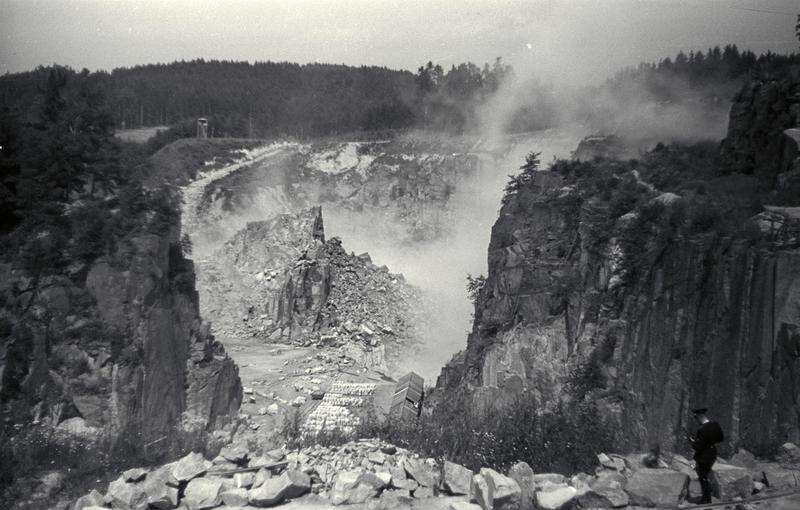
Sprengungen im Steinbruch des KZ Mauthausen, 1941

Bei den Bauwerken wie der Großen Straße und der Kongresshalle wurde teilweise Granit als Baumaterial verwendet. Da dieser teuer war, wurde seitens der SS eine Granitindustrie mit KZ-Häftlingen der Konzentrationslager Flossenbürg, Mauthausen, Groß-Rosen und Natzweiler-Struthof aufgebaut. Diese Lager wurden in der Nähe von Granitsteinbrüchen angelegt. An die mörderische Arbeit in den Steinbrüchen erinnert ein Mahnmal vor der Lorenzkirche. Nachweislich wurden jedoch bei den fertiggestellten und bestehenden Gebäuden noch kein Granit aus Konzentrationslagern verwendet, es gab lediglich erste Lieferungen auf Vorrat für geplante Gebäude, so vor allem rötlicher Granit aus dem Steinbruch Natzweiler für das Deutsche Stadion, den Albert Speer im September 1941 ausdrücklich für diesen Zweck anforderte.

## Das Gelände nach 1945

Noch vor Kriegesende wurde das Hakenkreuz auf der Haupttribüne des Zeppelinfeldes gesprengt.

Ende April 1945 wurde das monumentale Hakenkreuz der Zeppelintribüne gesprengt.
Nach dem Zweiten Weltkrieg wurden die übriggebliebenen Baumaterialien und der Schutt mit Erde abgedeckt; dadurch entstanden die kleinen Hügel, die den Volkspark Dutzendteich, das Naherholungsgebiet rund um den Dutzendteich, prägen.
Die United States Army wies die Große Straße zunächst als Militärflugplatz (Soldiers Field AAF 15/33) aus. Das Märzfeld blieb weitgehend ungenutzt. Die US-Streitkräfte beschlagnahmten einen Großteil des Gebiets, um provisorische Munitionslager in einigen der Türme anzulegen. In den 1960er Jahren wurde das Märzfeldegelände für die Wohnbebauung des neuen Stadtteils Langwasser freigegeben. Die ersten Türme wurden 1966 gesprengt. 1967 erfolgte die Sprengung der Pfeilerkolonnaden gefolgt von der Abtragung der beiden Seitenteile der Zeppelintribüne.
Mit der Zeit erwies sich die riesige Fläche dann als äußerst günstig gelegener Parkplatz in direkter Nähe zum Messegelände, zum Stadion und zum Volksfestplatz. 1992/93 wurde eine Sanierung für zwölf Millionen D-Mark durchgeführt.
Die Kongresshalle dient heute größtenteils als Lagerhalle und der Innenhof als Lagerfläche, unter anderem für die Marktbuden des Nürnberger Christkindlesmarkts und für Granitplatten zur Ausbesserung der Großen Straße. Bei hohem Besucheraufkommen, wie beispielsweise beim Volksfest, dient er auch als Parkfläche. Kurz nach dem Krieg gab es Pläne zum Abriss, um 1960 zum Umbau in ein Fußballstadion, beides wurde wegen zu hoher Kosten nicht realisiert. 1987 verhinderte der Stadtrat den Bau eines Einkaufszentrums. In den 1980er Jahren war dort auch das Polizeidepot für beschlagnahmte Fahrzeuge untergebracht, unter anderem auch der Wagenpark der Wehrsportgruppe Hoffmann. In dem nördlichen der beiden Kopfbauten befindet sich seit dem Jahr 2001 das Dokumentationszentrum Reichsparteitagsgelände, in dem die Geschichte Nürnbergs und seine Bedeutung für den Nationalsozialismus von der Zeit der Weimarer Republik bis in die Nachkriegszeit dargestellt wird. Im südlichen Bau, dem Serenadenhof, haben die Nürnberger Symphoniker ihren Sitz. Von Juni 2008 bis 2010 diente der Konzertsaal der Nürnberger Symphoniker dem Schauspiel des Staatstheaters Nürnberg als Ausweichspielstätte während der Generalsanierung des Stammhauses.
Auf dem Platz zwischen Kongresshalle und der Großen Straße findet das Nürnberger Volksfest statt.
Auf Teilen des Geländes werden auch heute noch Großveranstaltungen durchgeführt, so das Festival Rock im Park um das Stadion, in dem der 1. FC Nürnberg seine Heimspiele austrägt. Eines der beeindruckendsten Konzerte auf dem Gelände war der Auftritt Bob Dylans, der am 1. Juli 1978 vor rund 80.000 Besuchern gegenüber der Tribüne des Zeppelinfeldes unter anderem Masters of War sang. (Veranstalter Fritz Rau zu Bob Dylan: „80.000 vorwiegend Deutsche haben sich dir zugewandt und Hitler den Rücken zugedreht.“). Am 16. August 1981 fand das eintägige Golden Summernight Concert statt mit Bands wie Foreigner, Kansas, Blue Öyster Cult, Motörhead, Blackfoot, 38 Special, More und Iron Maiden. Nach einigen Jahren (4. September 1983) wurde das jährlich stattfindende Festival als Monsters of Rock Festival fortgeführt mit Headlinern wie Whitesnake, Blue Öyster Cult, Meat Loaf, Thin Lizzy, Saxon, Motörhead und Twisted Sister. Außerdem waren am 8. Mai 2015 AC/DC zu Gast auf dem Zeppelinfeld. 1988 fand der Abschlussgottesdienst des Christivals mit 30.000 Besuchern auf dem Reichsparteitagsgelände statt.
Seit 2000 findet auf dem Areal des Luitpoldhains das Klassik-Open-Air statt.
Bis zur Eröffnung des offiziellen Dokumentationszentrums duldete die Stadt eine private Ausstellung in der Steintribüne am Zeppelinfeld, die sie später auch unterstützte. Da der Saal unter der Steintribüne nicht beheizt war, musste die Ausstellung im Winter schließen. Vor dem Eingang wurden 1987/88 die Installationen Overkill I + II von Hans-Jürgen Breuste aufgestellt.
Rund um die Steintribüne befindet sich seit 1947 der als Norisring bekannte Stadtkurs, auf dem jährlich ein DTM-Autorennen abgehalten wird.
Von der während des Zweiten Weltkriegs im Wesentlichen unzerstörten Anlage des Zeppelinfeldes wurde am 22. April 1945 nach einer Siegesparade der US-Armee das Hakenkreuz auf der Haupttribüne gesprengt. Auf dem Zeppelinfeld selbst legte die US Army ab 1945 ein Sport- und Freizeitgelände für ihre Soldaten und deren Familien an, das sogenannte Soldier Field. Mit dem Abzug der US-Armee 1995 wurde es der Stadt Nürnberg übergeben. Inzwischen trägt die American-Football-Mannschaft der Nürnberg Rams dort ihre Heimspiele aus, wobei einige Fans den Namen „Soldier Field“ scherzhaft-ironisch in Bezug auf das gleichnamige Stadion in Chicago aufgreifen.
Ende 2007 berichtete das Nürnberger Rathaus von der Einsturzgefahr der Zeppelintribüne. Das oberste Plateau und der Goldene Saal wurden gesperrt. Durch die teilweise Sprengung des Bauwerks im Juni 1967 (Kolonnaden) und im Jahr 1979 (äußere Türme) und die Bauschuttentsorgungen in den acht von der Rückseite zugänglichen Treppenanlagen war die Standsicherheit des Bauwerks nicht mehr gegeben. Zusätzlich wird die Situation durch Undichtigkeiten verschärft, da durch die weggesprengte Überdeckung und durch Sprengschäden Wasser eindringt. Als Sofortmaßnahme wurden 2008 die Treppenhäuser geöffnet und vom Bauschutt befreit. Die Rückseite wurde mit Gittern abgeschirmt. Zeitgleich erfolgten auch Tiefbauarbeiten im rückseitigen Bereich der Tribünenanlage. 2011 forderte die Kulturreferentin der Stadt Nürnberg, Julia Lehner, die Tribüne baldig mit finanzieller Unterstützung durch die Bundesregierung und den Freistaat Bayern zu sanieren. 2016 gab der Nürnberger Stadtrat seine Zustimmung zur baulichen Sicherung von Zeppelinfeld und -tribüne. Bisher verschlossene Bereiche, wie z. B. der Goldene Saal, sollen Teil des Rundgangs werden. Die Bundesregierung und der Freistaat Bayern haben zugesagt, sich an den Kosten in Höhe von 85,1 Millionen Euro zu beteiligen. Der Baubeginn steht noch nicht fest.
Aufgrund der inzwischen sehr hohen Veranstaltungsdichte wurde für das gesamte Gelände ab 2002 ein dynamisches Verkehrsleitsystem für rund 26,3 Millionen Euro installiert, das nach zwei Jahren Bauzeit im März 2004 als umfangreichstes Verkehrsleitsystem Europas nach einer erfolgreichen Testphase den Regelbetrieb aufnahm.
Im Oktober 2005 wurde der im September 2004 ausgelobte Wettbewerb für ein neues Informationssystem auf dem ehemaligen Reichsparteitagsgelände in Nürnberg entschieden. Die Jury wählte aus den Wettbewerbsbeiträgen den Vorschlag des Nürnberger Ateliers LIPOPP aus. Das Geländeinformationssystem soll interessierten Besuchern eine eigenständige Begehung des ehemaligen Reichsparteitagsgeländes ermöglichen. Das System besteht aus 23 über das gesamte Gelände verteilten Informationsstelen. Die offizielle Einweihung fand am 25. Mai 2006 (Christi Himmelfahrt) statt.
2020 wurde die Zeppelintribüne durch die Gruppe „Regenbogen-Präludium“ in den Farben der Pride-Bewegung (Regenbogenfahne) bemalt. Der Nürnberger Fotograf Peter Kunz dokumentierte das durch die Aktion entstandene, gleichnamige Werk, welches von der Stadt Nürnberg wieder entfernt wurde.
Im Rahmen der Bewerbung um den Titel Kulturhauptstadt Europas 2025 (N2025) fand am 28. Juni 2020 die Uraufführung von Selcuk Caras Bearbeitung mit Sprechtext von Richard Wagners „Die Meistersinger von Nürnberg“ im Gebäudekomplex der Kongresshalle auf dem ehemaligen Reichsparteitagsgelände Nürnberg statt. Der Sänger Cara übernahm neben Konzept, Sprechtext und Regie zudem die Bereiche künstlerische Produktionsleitung, Bühnenraum, Lichtgestaltung und Kostüm.

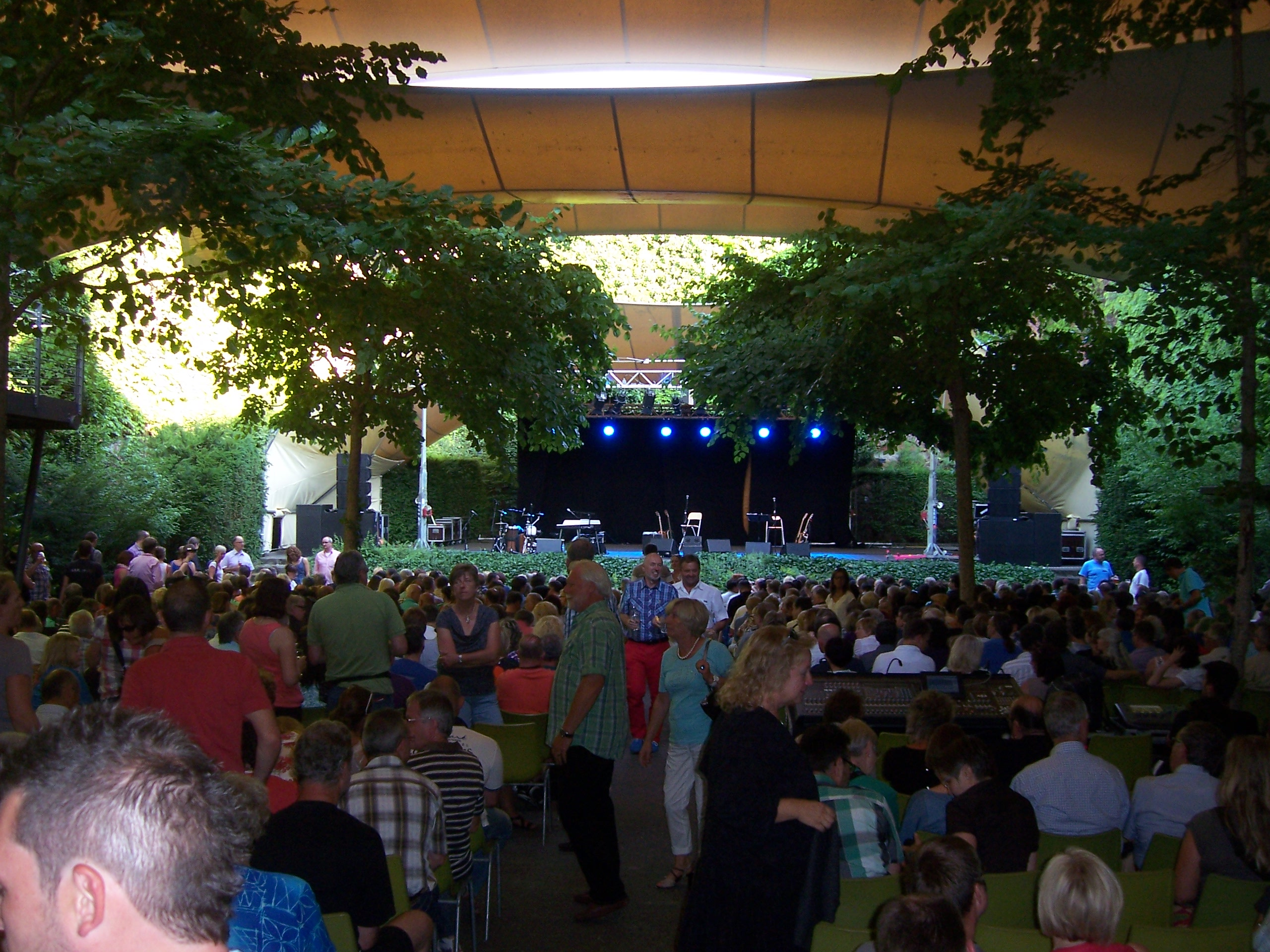
Serenadenhof 2013
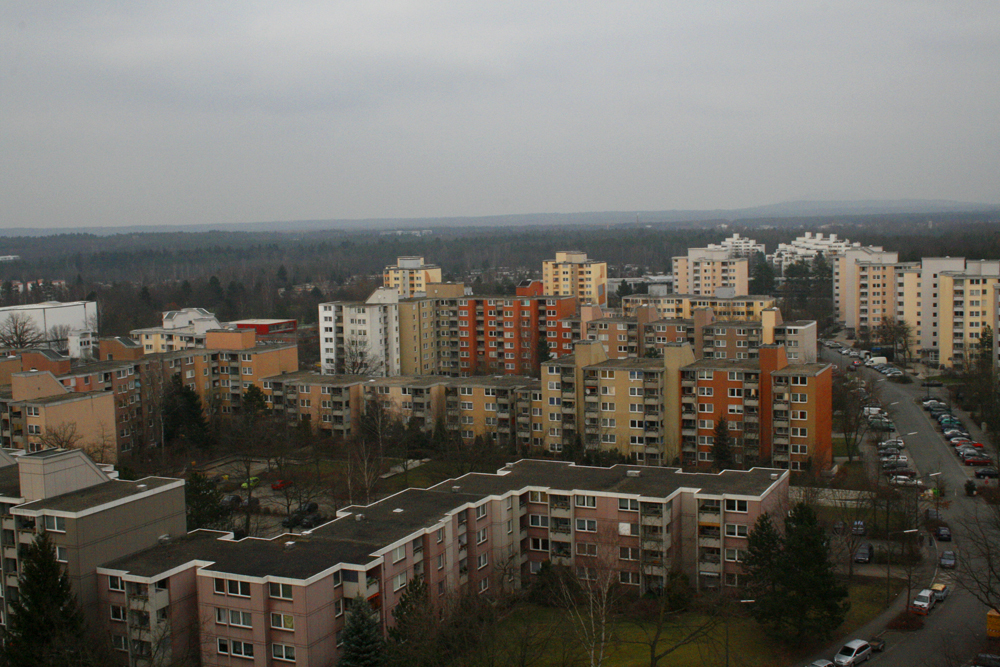
Neubaugebiet in Nürnberg-Langwasser 2007
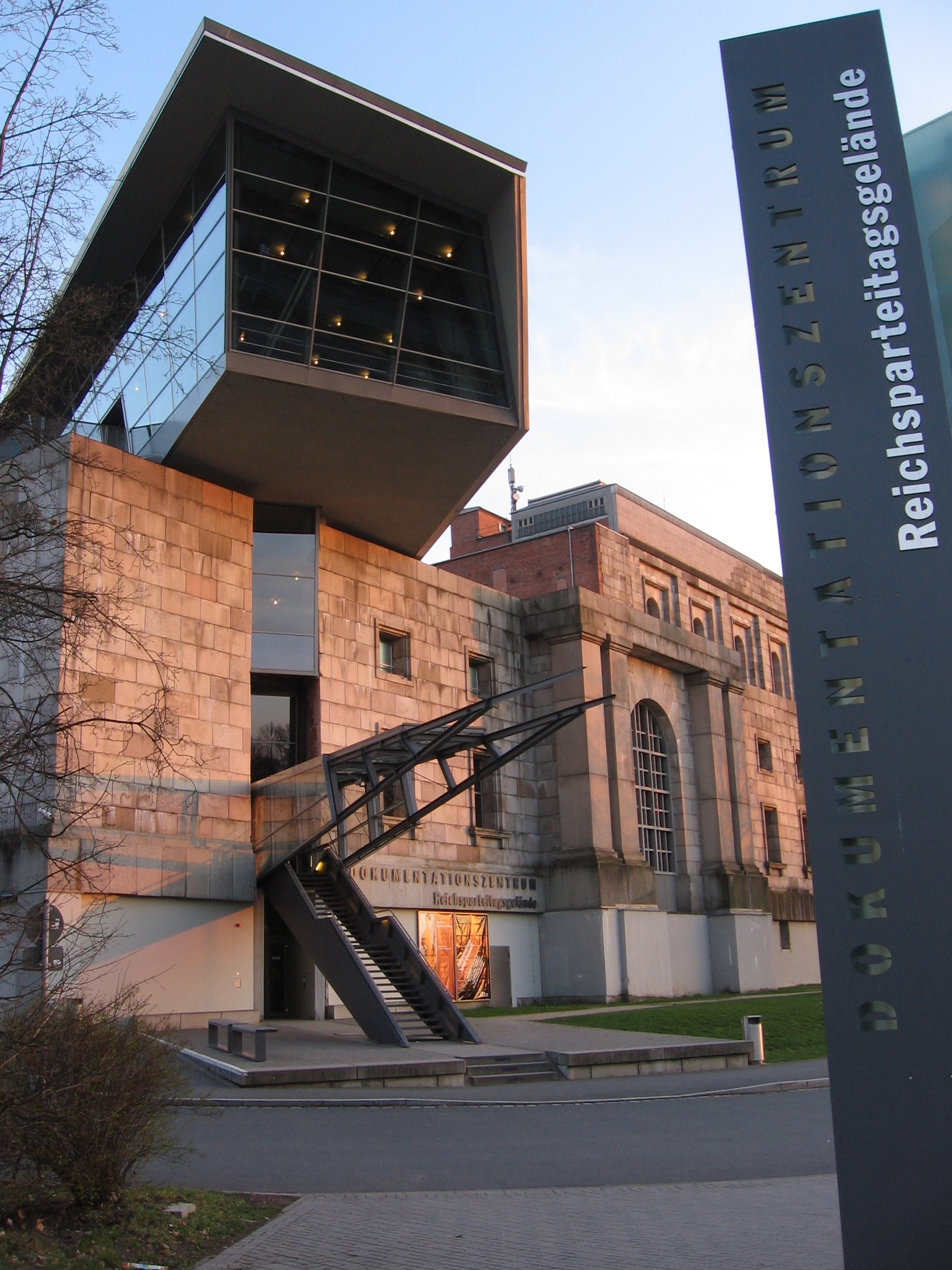
Dokumentationszentrum Reichsparteitagsgelände 2007
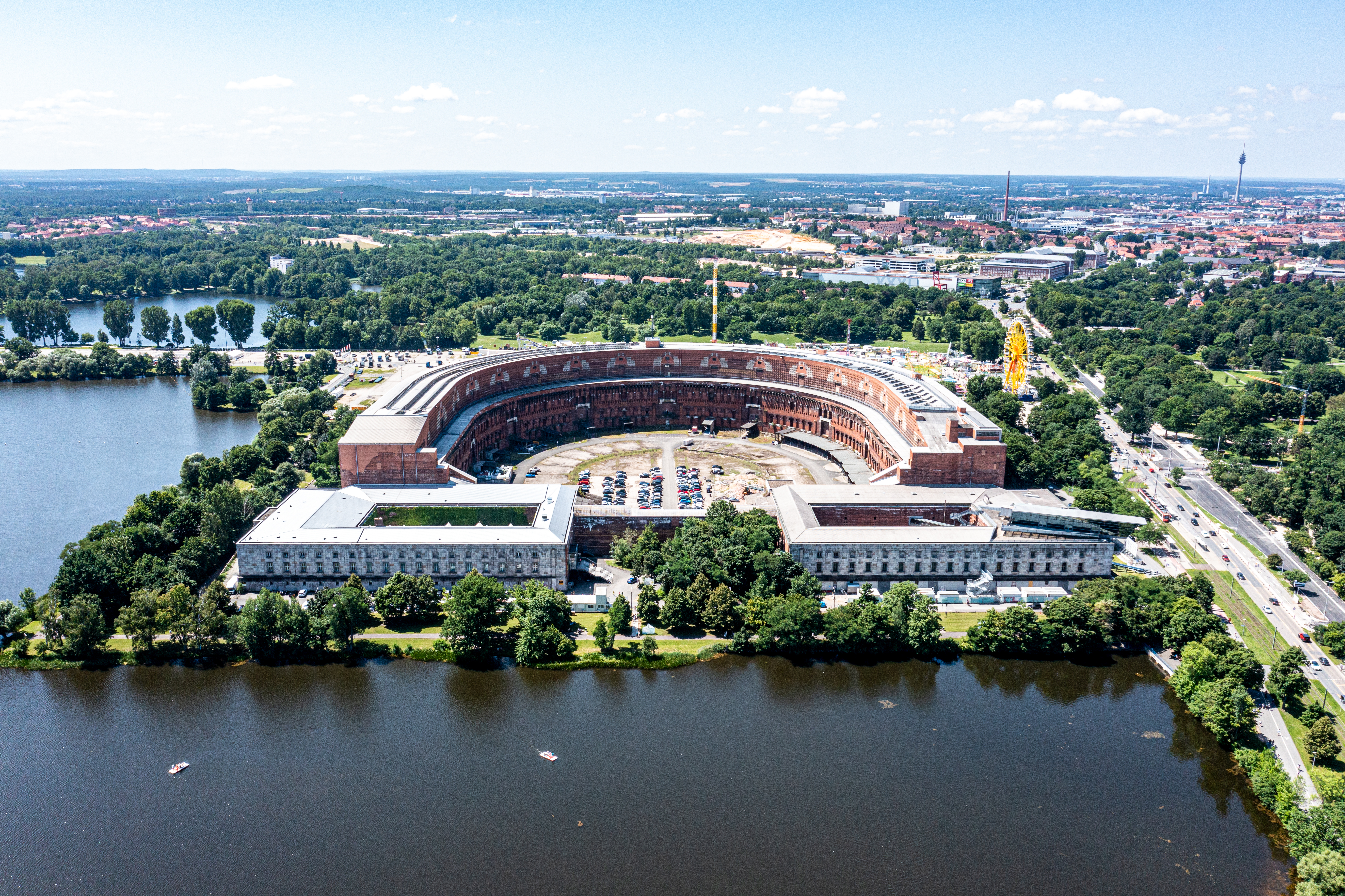
Die Kongresshalle mit dem Dokuzentrum Reichsparteitagsgelände (rechts) und dem Veranstaltungsort Serenadenhof (links), 2021
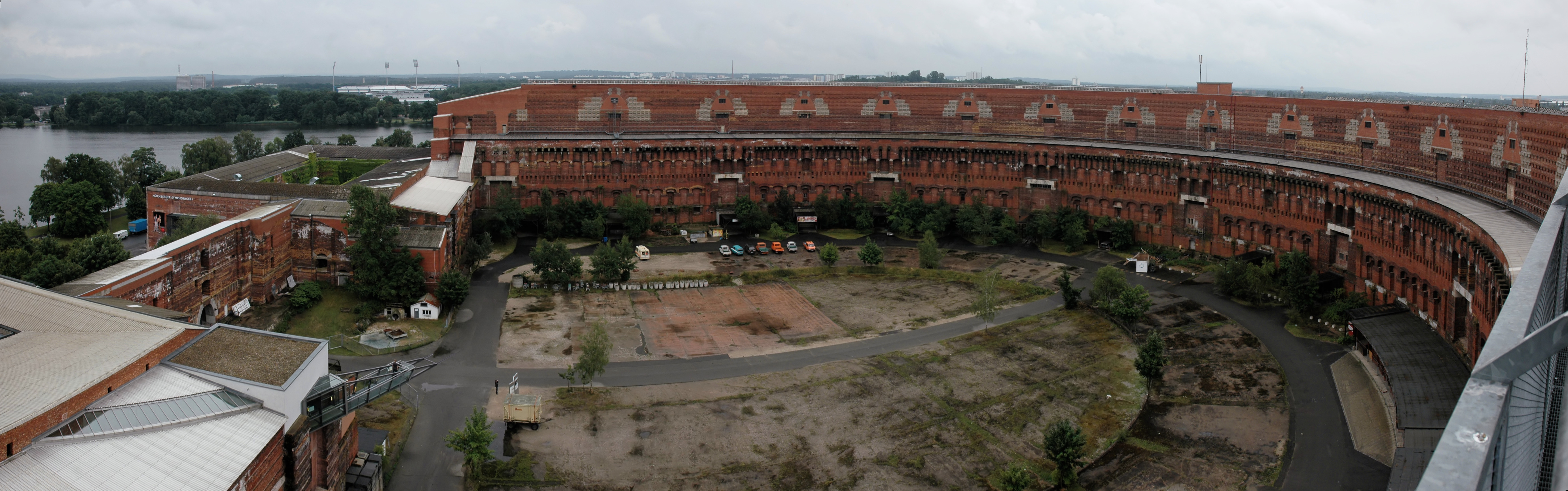
Innenhof der Kongresshalle 2008
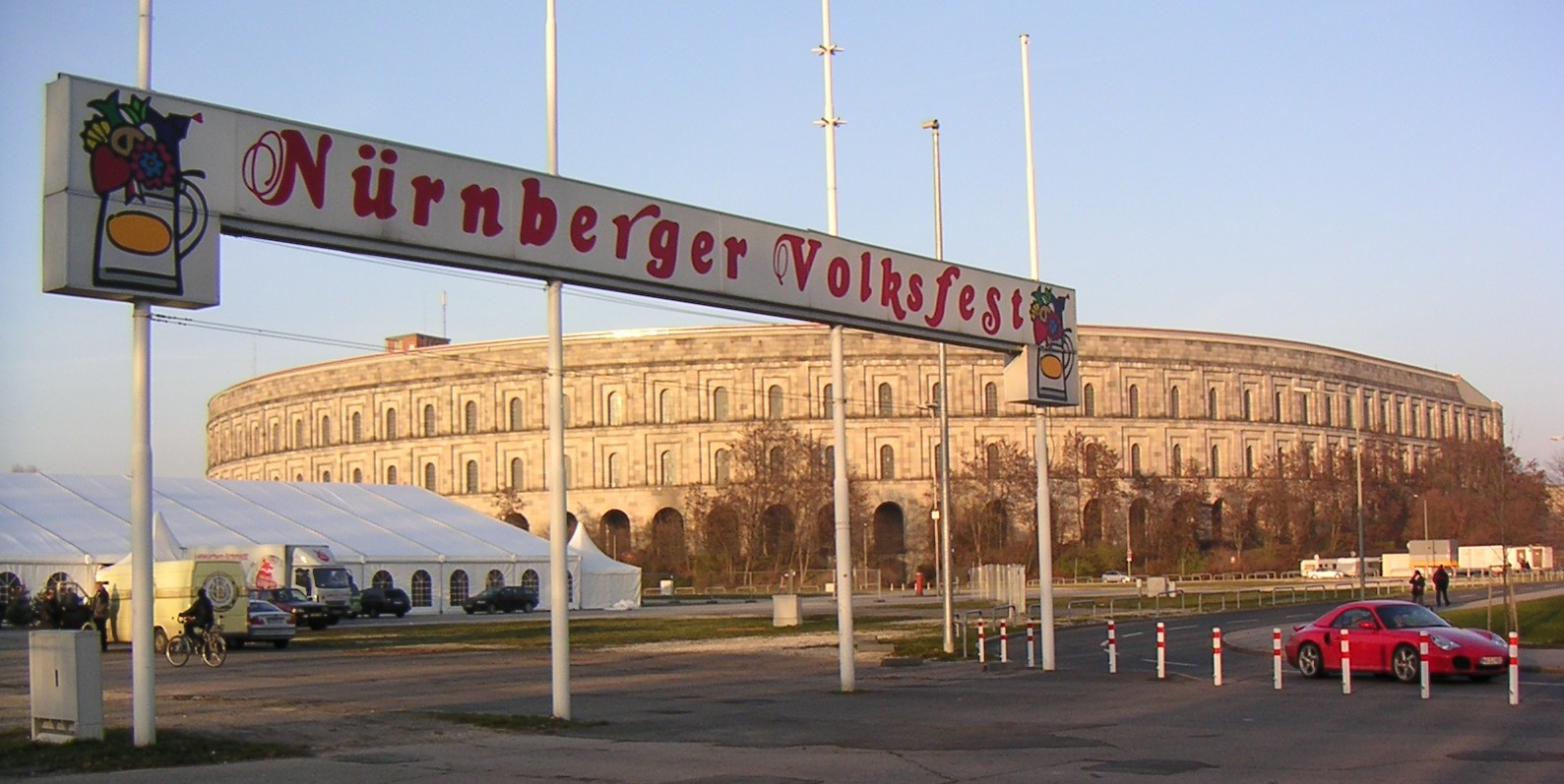
Volksfestplatz mit Kongresshalle 2004
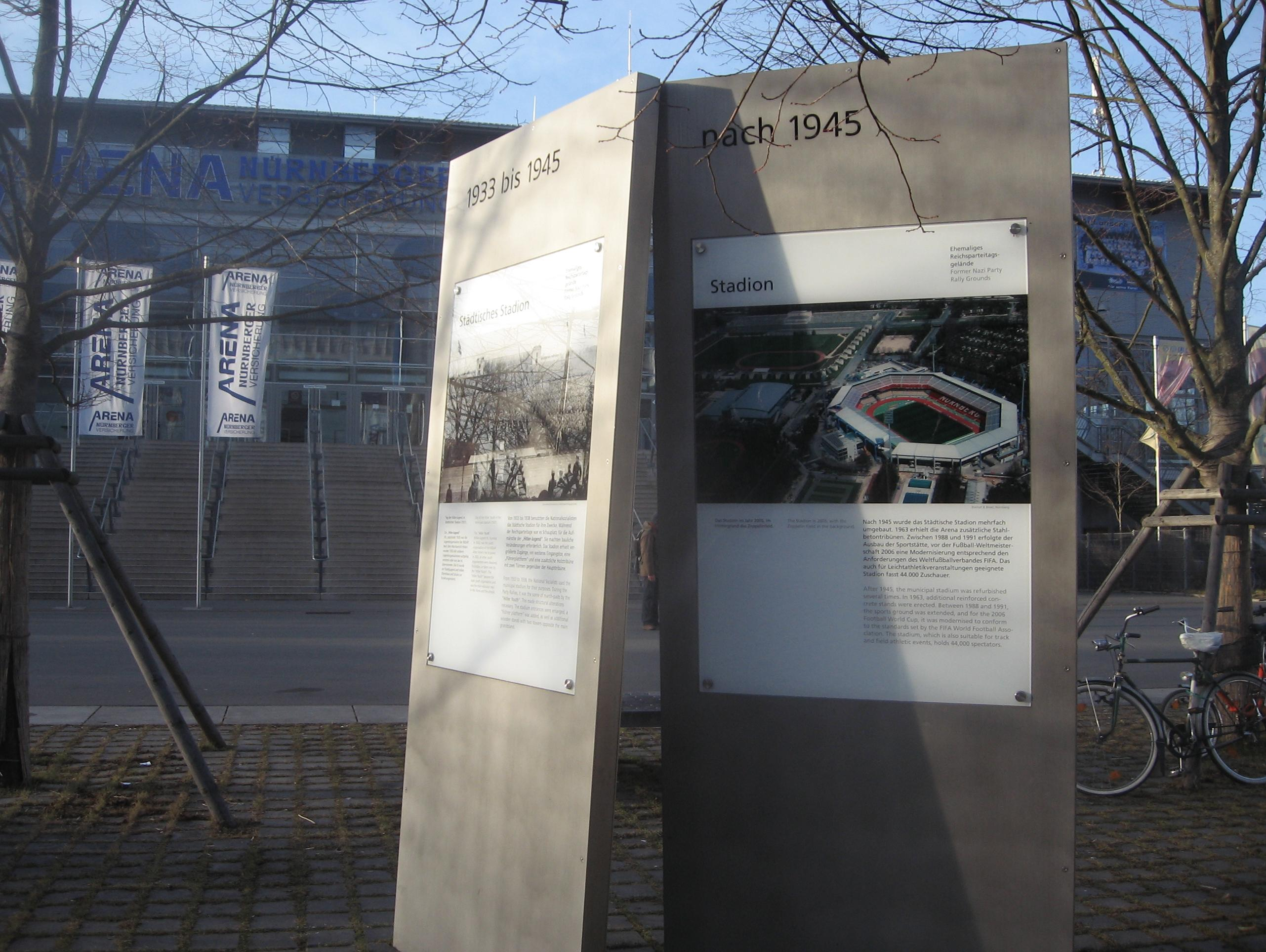
Informationstafel am Stadion Nürnberg
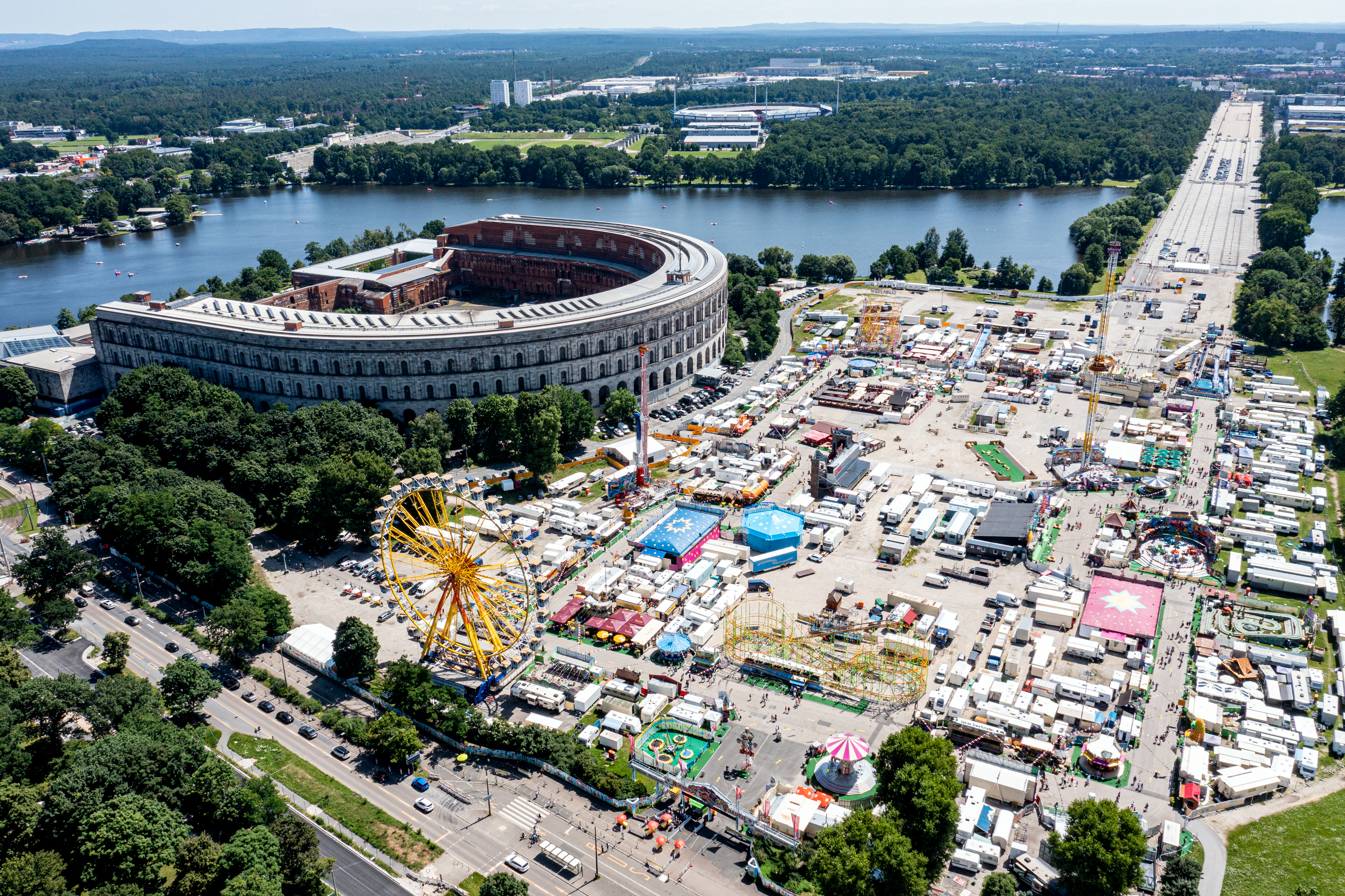
Kongresshalle mit temporärem Festplatz